# Байкало-Амурская магистраль

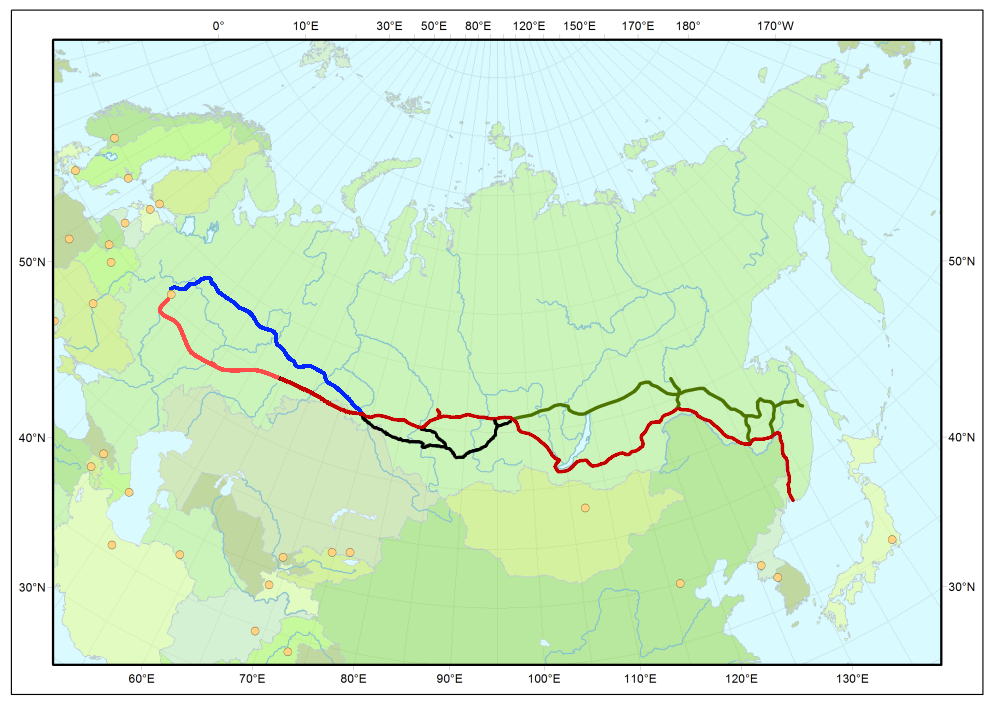
Транссибирская магистраль:
исторический ход
современный ход
Байкало-Амурская магистраль с ответвлениями

Байка́ло-Аму́рская магистра́ль (БАМ), с 1985 года — Байкало-Амурская железная дорога имени Ленинского комсомола — железная дорога, проходящая через Восточную Сибирь и Дальний Восток России, протяжённостью 4324 км. Одна из крупнейших железнодорожных магистралей в мире. Проходит примерно в 610—770 км к северу от Транссибирской магистрали и параллельна ей. Большая часть магистрали проложена в зоне вечной мерзлоты. БАМ пересекает одиннадцать полноводных рек и проходит через 7 крупных горных хребтов. БАМ почти на 500 км короче Транссиба на участке от Тайшета до морского порта Ванино. Его стратегическим преимуществом перед Транссибом также является прохождение линии в глубине страны, на расстоянии 700—1000 км от государственной границы.
Проект тихоокеанской железной дороги обсуждался ещё в конце XIX века, однако топографическая разведка местности началась в 1926 году. В 1932 году на строительство БАМа были брошены силы заключённых ГУЛАГа: построен Бамлаг, который позже был переформирован в шесть исправительно-трудовых лагерей. После начала войны часть уже уложенных путей участка Бам — Тында в связи с нехваткой металла в стране по решению ГКО в январе 1942 года была разобрана и отправлена на нужды обороны (строительство Волжской рокады). В 1958 году был сдан участок Тайшет — Братск — Усть-Кут, и строительство приостановилось почти на 10 лет. Основной этап строительства магистрали пришёлся на 1974—1984 годы. После возобновления работ в 1974 году на стройку БАМа была привлечена молодёжь (комсомол). Западный и Центральный участки (от Тайшета до Тынды) сооружали гражданские строители, Восточный участок (от Тынды до Ванина) — железнодорожные войска (два железнодорожных корпуса железнодорожных войск Вооружённых сил СССР). Строительство центральной части железной дороги, проходившее в сложных геологических и климатических условиях, заняло более 12 лет, а один из самых сложных участков — Северомуйский тоннель — был введён в постоянную эксплуатацию только в 2003 году.
Железнодорожная магистраль, ставшая одним из самых дорогих инфраструктурных проектов в истории СССР, должна была помочь освоению природных богатств тех областей, по которым она была проложена, однако в силу ряда причин строительство большей части спроектированных промышленных комплексов на её протяжении не состоялось, хотя было построено большое количество населённых пунктов (население которых значительно сократилось со времён СССР). История строительства магистрали отражена в многочисленных произведениях искусства (песнях, книгах, памятниках, фильмах и т. д.).
По состоянию на 2019 год БАМ работал на пределе пропускной способности. С 2010-х годов планируется увеличение пропускной и провозной способности магистрали, а также её специализация для тяжеловесных поездов. Ведётся модернизация магистрали с целью увеличения грузопотока. На некоторых участках прорабатывается вопрос строительства третьих главных путей.

## Общие сведения
Длина основного пути Байкало-Амурской магистрали от Тайшета до Советской Гавани составляет 4287 км. Трасса БАМа проходит севернее трассы Транссибирской магистрали, ответвляясь от неё на станции Тайшет, пересекает Ангару в Братске, Лену в Усть-Куте, проходит через Северобайкальск, огибая с севера озеро Байкал, затем проходит через Тынду, пересекает Амур в Комсомольске-на-Амуре и заканчивается на берегу Тихого океана в Советской Гавани.
Ответвления: на Усть-Илимск (215 км);
на Чинейское месторождение (66 км);
на станцию Бамовская (179 км);
на Якутск (Амуро-Якутская железнодорожная магистраль);
на Эльгинское месторождение (300 км);
на станцию Известковая (326 км);
на Чегдомын (16 км);
на станцию Волочаевка (351 км).
Трасса магистрали проходит, в основном, в гористой местности, в том числе через Становое нагорье, прорезая семь горных хребтов, в том числе Байкальский, Северо-Муйский, Кодарский, Удоканский, Туранский, Дуссе-Алинь и Сихотэ-Алинь.
Высшая точка пути — Муруринский перевал (1323 метра над уровнем моря); крутые уклоны при заходе на этот перевал требуют применения двойной тяги и ограничения веса поездов.
На трассе дороги пробито десять тоннелей:
Коршуновский (950 м),
Байкальский (6685 м),
Мысовые тоннели (414 м, 1843 м, 1706 м, 1344 м),
Северомуйский (15 343 м, самый протяжённый в России),
Кодарский (1981 м),
Дуссе-Алиньский (1852 м) и
Кузнецовский (3890 м). Трасса дороги пересекает 11 крупных рек, среди которых Лена, Амур, Зея, Витим, Олёкма, Селемджа и Бурея. Всего БАМ пересекает более 3500 водотоков, через которые проложено 2230 больших и малых мостов. Магистраль проходит через более чем 200 железнодорожных станций и разъездов, более 60 городов и посёлков.
БАМ короче Транссиба от Тайшета до морских портов: Ванина — почти на 500 км, Владивостока — на 200 км, для грузов на Сахалин, Магадан и Камчатку — на 1000 км. Объём грузоперевозок на 2014 год составил около 12 млн тонн.
Oт Тайшетa до Лены-Восточной дорога двухпутная и электрифицированная на переменном токе, далее до станции Таксимо дорога однопутная с двухпутными вставками и электрифицирована на переменном токе, восточнее движение осуществляется на тепловозной тяге. Современное состояние магистрали с неполной электрификацией и пересеченный рельеф трассы приводят к значительному расходу дизельного топлива, его ежегодный расход магистралью в 2019 году составлял 2,5 млн т.
Параллельно БАМу проходит автодорога: так называемый «Автодублёр БАМа» — техническая автомобильная дорога, проложенная для обслуживания стройки.
Хотя в словосочетании Байкало-Амурская магистраль слово магистраль — женского рода, аббревиатура БАМ, как правило, употребляется в мужском роде.

## Проектирование
В 1888 году в Русском техническом обществе обсуждался проект постройки тихоокеанской железной дороги через северную оконечность Байкала, после чего в июле — сентябре 1889 года экспедиция полковника Генерального штаба Н. А. Волошинова и инженера Л. И. Прохасько преодолела тысячекилометровое пространство от Усть-Кута до реки Муи, как раз по тем местам, где сейчас пролегает трасса БАМа. Исследователь пришёл к выводу: «…проведение линии по этому направлению оказывается безусловно невозможным в силу одних технических затруднений, не говоря уже о других соображениях». Волошинов не был пессимистом — он трезво осознавал, что ни техники, ни средств для выполнения грандиозных работ на тот момент у России не было. В 1911 году изыскания продолжили инженеры П. И. Михайловский и И. И. Афонин на маршрутах Иркутск — Жигалово, Тироть — Жигалово, Тулун — Усть-Кут, Тайшет — Усть-Кут. В 1914 году, по распоряжению правительства, эти изыскания были продолжены. В этот же период, силами местных предпринимателей золотопромышленников проводилось обследование возможной трассы пути в районе р. Бодайбо и соединения её с Транссибирской магистралью.

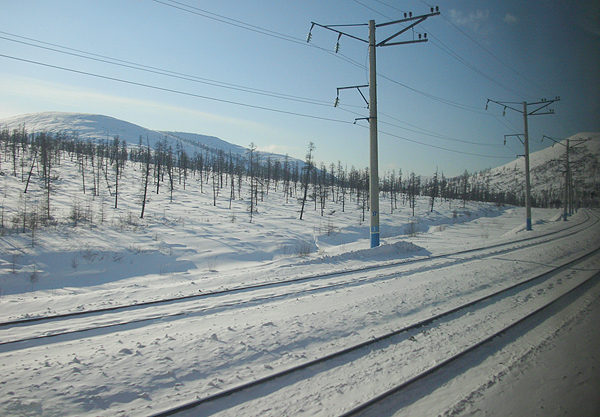
Участок Чара — Хани

В 1926 году Отдельный корпус железнодорожных войск РККА начал проводить топографическую разведку будущей трассы БАМа. На начальном этапе БАМ проектировался как восточная часть Великого Северного железнодорожного пути, советского проекта 1928 года. 13 апреля 1932 года вышло постановление СНК СССР «О строительстве Байкало-Амурской железной дороги», по которому были развёрнуты проектно-изыскательские работы и началось строительство. К осени стало ясно, что основной проблемой реализации проекта стала нехватка рабочих рук. При официально установленном количестве работников в 25 тысяч человек удалось привлечь только 2,5 тысячи. В результате 25 октября 1932 года вышло второе постановление СНК СССР, по которому строительство БАМа было передано особому управлению ОГПУ. Вслед за этим продолжилось (в основном силами заключённых Байкало-Амурского ИТЛ (Бамлага) строительство трёх соединительных линий от Транссиба к намечавшейся трассе БАМа: Бам — Тында, Волочаевка — Комсомольск-на-Амуре, Известковая — Ургал.

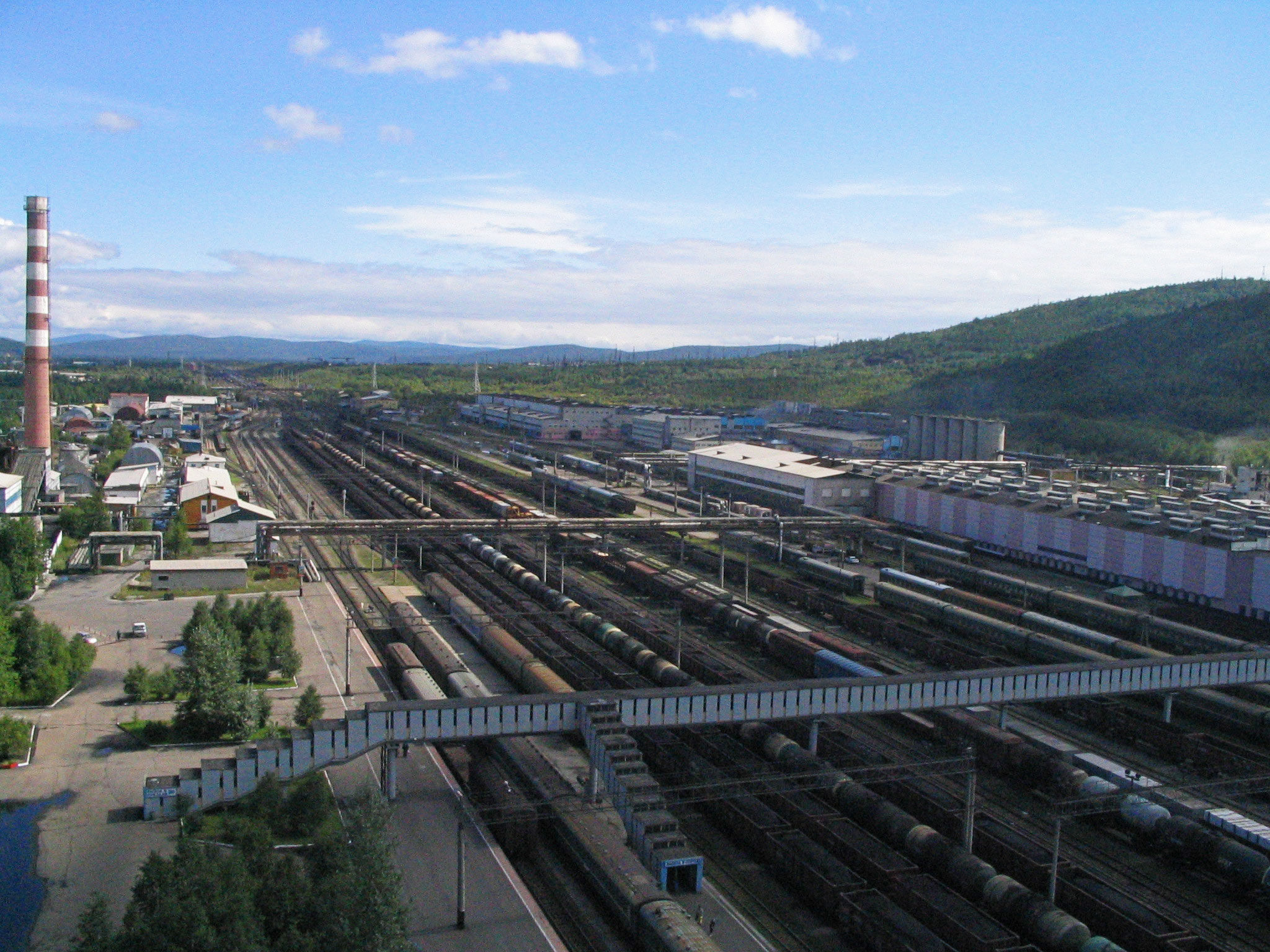
Узловая станция Тында

В процессе разведки выяснилось, что наземная разведка в условиях непроходимой тайги является сложной и во многом рискованной задачей. Была применена новая для того времени технология аэрофотосъёмки, первым съёмку выполнил будущий Герой Советского Союза Михаил Кириллов. Самолёт Кириллова был предоставлен НКПС управлением Севморпуть.
Специалисты Московского аэрогеодезического треста подтвердили ценность и применимость аэрофотоснимков, было принято решение проводить эти работы собственными силами. Первым воздушным судном НКПС стал гидросамолёт МР-6, он получил номер СССР Ж-1. Первым железнодорожным лётчиком стал Леонард Крузе. С сезона 1936 года самолёт активно работал на трассировке новой магистрали.
Текст из архива БАМтранспроекта:

Самолёт «СССР Ж-1» в сезон 1936 года использовался Центральной экспедицией на аэрофотосъёмке и аэровизуальной рекогносцировке северной части озера Байкал и прилегающих хребтов: Байкальского, Верхнеангарского и Северо-Муйского. Общая площадь съёмки — 7500 квадратных километров, рекогносцировки протяжённостью 3480 километров. Лётчик Леонард Густавович Крузе.— книга «Особая группа НКВД»
Первая проба аэрофотосъёмки оказалась почти неудачной: модификация самолёта оказалась не самой устойчивой, и ряд кадров получился смазанным. В целом применение авиации было признано успешным, для обслуживания БАМа были закуплены разные самолёты. Следующие аппараты, поступившие в железнодорожную авиацию, были другого типа — для проведения аэрофотосъёмки применялись гидросамолёты МП-1-бис. Для эксплуатации этого авиапарка в 1937 году было создано специальное подразделение Бюро аэрофотосъёмочных и фототеодолитных работ в составе Бамтранспроекта. Эти самолёты базировались в иркутском гидропорту, где была ремонтная база и ангары для зимовки.
Силами НКПС была построена цепочка гидропортов вдоль стройплощадок западного участка БАМа:

| - Устье Верхней Ангары, вблизи Нижнеангарска; - река Ангара, село Братское; - озеро Иркана; | - река Витим, посёлок Неляты; - район Среднеолёкминска. |

Гидропорты восточного участка БАМа:

| - Советская Гавань; - Комсомольск-на-Амуре; | - река Селемджа, посёлок Норский Склад; - район города Зеи. |

В 1937 году определено общее направление трассы БАМа: Тайшет — Братск — северная оконечность Байкала — Тындинский — Усть-Ниман — Комсомольск-на-Амуре — Советская Гавань. При этом участок между Тындой и Нижнеангарском ещё не мог быть запроектирован, так как не имелось карт этой местности. Это направление стало основным в работе самолётов аэрофотосъёмки с 1938 года. Для проведения работ были закуплены гидросамолёты МП-1бис, на которых было установлено оборудование для аэрофотосъёмки. Пять машин поступило в НКПС в конце лета 1937 года, позже дополнительно было заказано ещё два самолёта, они прибыли в распоряжение ведомства в 1939 году.
Также изысканиями и проектированием с 1938 года занималось Томское бюро изысканий Сибтранспроекта, переданное в БАМтранспроект и переименованное в Томское отделение БАМтранспроекта.

## Строительство
1 сентября 1937 года был издан приказ НКВД СССР «Об организации строительства Байкало-Амурской железнодорожной магистрали».
В 1938 году началось строительство западного участка от Тайшета до Братска; в мае Бамлаг был расформирован и на его базе было создано шесть железнодорожных исправительно-трудовых лагерей (Амурский железнодорожный ИТЛ, Южный железнодорожный ИТЛ, Западный железнодорожный ИТЛ, Восточный железнодорожный ИТЛ, Юго-восточный железнодорожный ИТЛ, Бурейский железнодорожный ИТЛ). В 1938 году на строительстве работало более 150 тысяч заключённых.
В 1939 году начались подготовительные работы на восточном участке от Комсомольска-на-Амуре до Советской Гавани.
В январе 1942 года по решению Государственного комитета обороны с построенного к этому времени участка Бам — Тында были сняты звенья пути и мостовые фермы для строительства железнодорожной линии Сталинград — Саратов — Сызрань — Ульяновск (Волжская рокада). Недостроенный БАМ спешно разбирали, а рельсы и другие элементы разобранного дорожного полотна везли на строительство Мурманской железной дороги и других более приоритетных направлений, — «кусочки БАМа» до сих пор фрагментарно сохранились в местах на Русском Севере, где проходили железнодорожные линии.

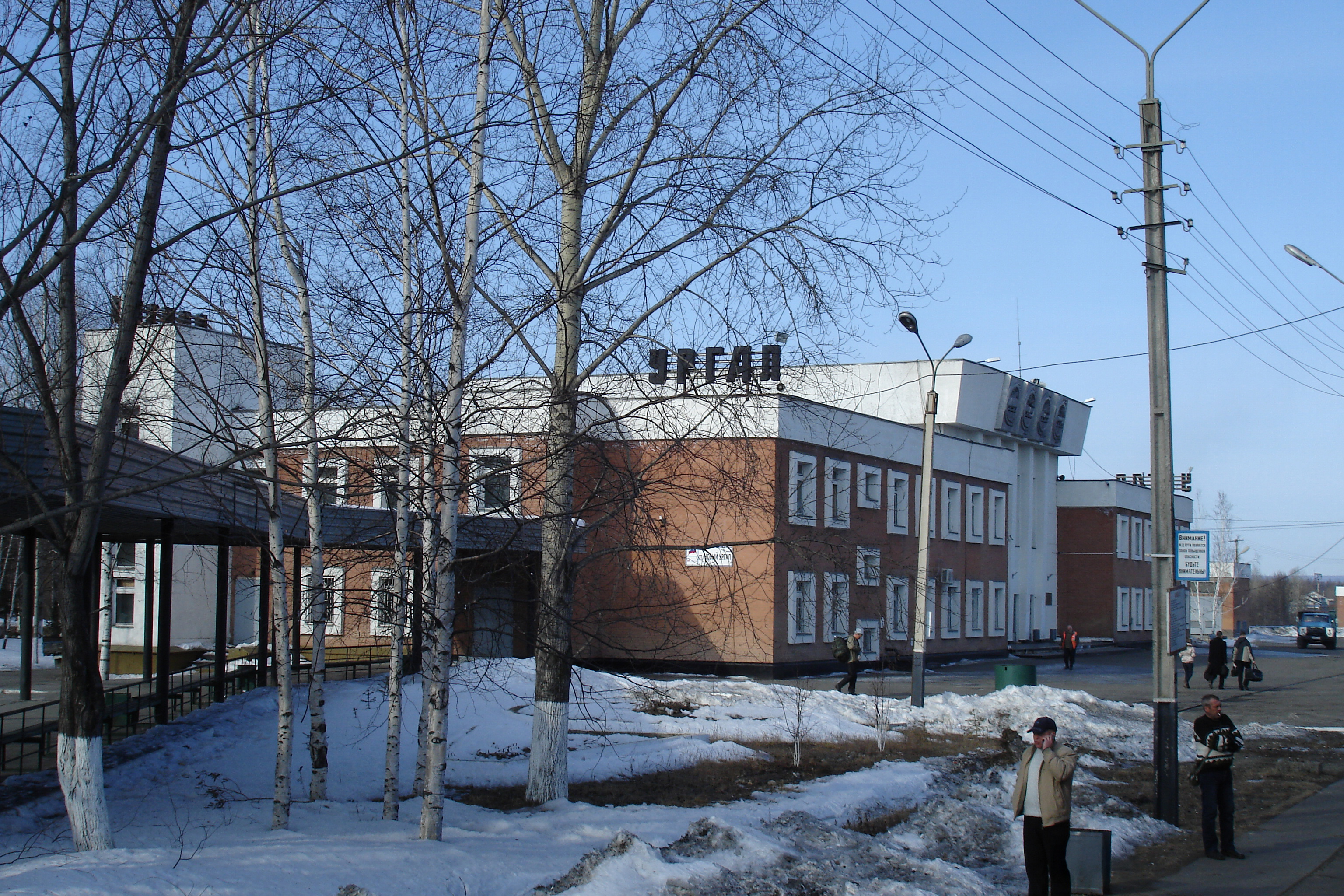
Вокзал станции Новый Ургал, построенный строителями из Украинской ССР

В июне 1947 года продолжилось (в основном силами заключённых Амурского ИТЛ (Амурлага) строительство восточного участка Комсомольск-на-Амуре — Ургал. До расформирования Амурлага в апреле 1953 года были отсыпаны насыпи на всём участке, уложены пути, построены мосты на участке Комсомольск-2 — Берёзовый (Постышево). Участок эксплуатировался Комсомольским объединённым хозяйством железнодорожного транспорта, контора и депо которого находились в посёлке Хурмули Комсомольского района. Участок Комсомольск-на-Амуре — Советская Гавань сдали в эксплуатацию в 1945 году.
В июле 1951 года на полном протяжении линии Тайшет — Братск — Усть-Кут (Лена) прошёл первый поезд, а в 1958 году участок был сдан в постоянную эксплуатацию. При этом в результате строительства Братской ГЭС был разобран и затоплен участок длиной 140 км с мостом через Ангару — он попал в зону затопления Братского водохранилища. Для замены утерянного участка был проложен новый, пересекающий Ангару по гребню плотины Братской ГЭС.
Азербайджанская ССР — станции Ангоя и Улькан; Армянская ССР — Кюхельбекерская и Звёздная; Белорусская ССР — Муякан; Грузинская ССР — Икабья и Ния; Казахская ССР — Новая Чара; Латвийская ССР — Таксимо; Литовская ССР — Новый Уоян и Хани; Молдавская ССР — Алонка; Туркменская ССР — станция Ларба; Таджикская ССР — Солони; Узбекская ССР — Куанда и Леприндо; Украинская ССР — Новый Ургал; Эстонская ССР — Кичера.
РСФСР: Тамбовская область — Хурмули; Новосибирская область — Тунгала и Постышево; Пензенская область — Амгунь; Волгоградская область — Джамку; Саратовская область — Герби; Куйбышевская область — Этыркэн; Ульяновская область — Ижак; Свердловская область — Кувыкта и Хорогочи; Пермская область — Дюгабуль; Челябинская область — Юктали; Ростовская область — станция Киренга и посёлок Магистральный; Тульская область — Маревая; Московская область — Тутаул и Дипкун; Алтайский край — Эворон; Красноярский край — Февральск; Хабаровский край — Сулук; Ставропольский край и Краснодарский край — Лена; Башкирская АССР — Верхнезейск; Чечено-Ингушская АССР, Дагестанская АССР и Северо-Осетинская АССР — Кунерма; Москва — Тында; Ленинград — Северобайкальск.
24 марта 1967 года вышло постановление ЦК КПСС и Совета Министров СССР о возобновлении проектно-изыскательских работ, в результате которых было выбрано окончательное направление трассы. В 1972 году на участке БАМ — Тында начата укладка пути (впоследствии продолжен до Беркакита — так называемый Малый БАМ). К этому времени идея о необходимости возобновления строительства магистрали для освоения отдалённых территорий обосновывалась в трудах различных авторов, в том числе А. И. Солженицына («Раскаяние и самоограничение как категории национальной жизни» и др.). Также важную роль играли стратегические соображения, связанные с ухудшением советско-китайских отношений — планировалось создать запасной маршрут на случай военного конфликта с Китаем, поскольку Транссибирская магистраль проходит очень близко к границе и могла быть уязвима. 

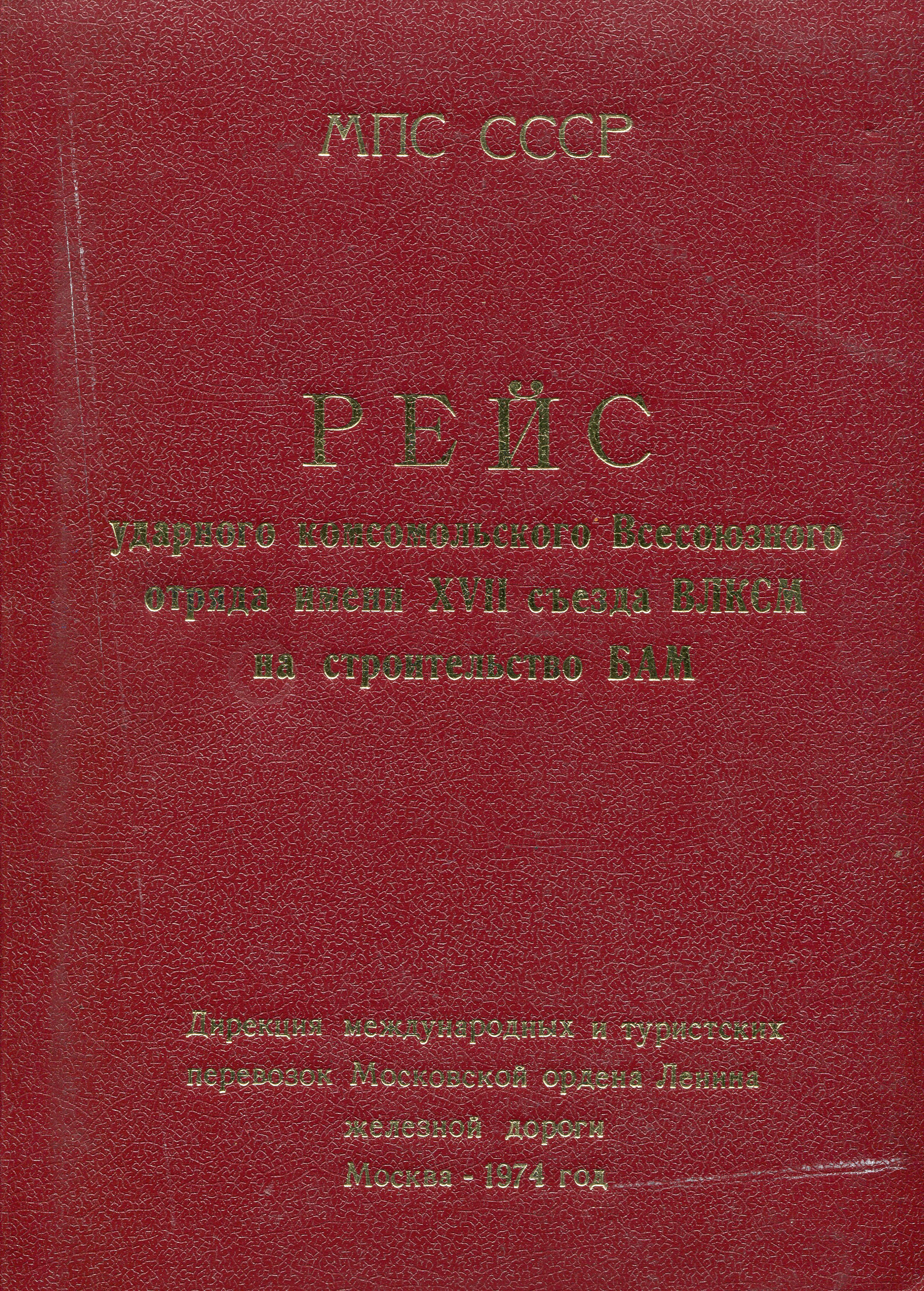
Рейс ударного комсомольского отряда имени XVII съезда ВЛКСМ на строительство БАМа

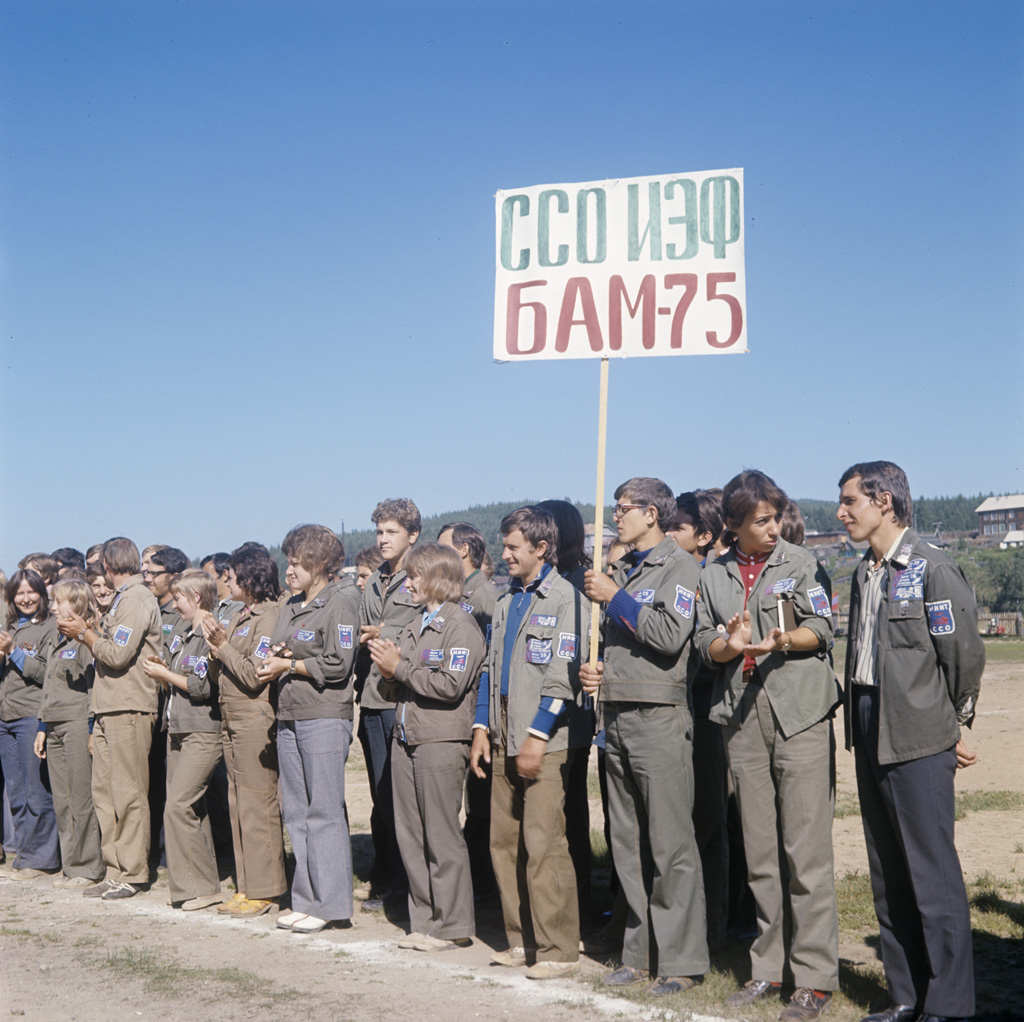
ССО ИЭФ МИИТ на комсомольской стройке БАМ, 1975 год

В марте 1974 года на выступлении в Алма-Ате, посвящённом 20-летию начала освоения целины, генеральный секретарь ЦК КПСС Л. И. Брежнев впервые назвал БАМ «важнейшей стройкой девятой пятилетки».

«Байкало-Амурская магистраль — железная дорога, которая пересечёт всю Восточную Сибирь и Дальний Восток… Вдоль неё вырастут посёлки и города, промышленные предприятия и рудники… Эта стройка станет всенародной. В ней примут участие все республики и, в первую очередь, наша молодёжь…»
Для привлечения кадров в апреле 1974 года на XVII съезде ВЛКСМ БАМ был объявлен Всесоюзной ударной комсомольской стройкой, на которую отправились массы молодых людей (первый отряд был сформирован прямо на съезде). Также было принято решение о создании штаба строительства БАМа во главе с секретарём ЦК ВЛКСМ Дмитрием Филипповым.

Исторический вагон, в котором в Тынду в июле 1979 года на первом пассажирском поезде из Москвы прибыли строители БАМа

Постановлением ЦК КПСС и Совета министров СССР от 8 июля 1974 года «О строительстве Байкало-Амурской железнодорожной магистрали» были выделены необходимые средства для строительства железной дороги первой категории Усть-Кут (Лена) — Комсомольск-на-Амуре протяжённостью 3145 км, второго пути Тайшет — Усть-Кут (Лена) (680 км), линий Бам — Тында и Тында — Беркакит (397 км).
Для строительства БАМа в ФРГ были заказаны около 10 тысяч самосвалов и бортовых грузовиков марки Magirus-Deutz 232 D 19 с дизельным двигателем воздушного охлаждения. В СССР таких дизельных двигателей для гражданских машин не производили. Поставки были выполнены в 1975—1976 годах. Некоторые из этих машин работают и сейчас в регионах Сибири и Дальнего Востока. Работать на этих машинах считалось престижно, да и качеством и комфортом они отличались от отечественных, поэтому на них работали в основном отличники производства. Кроме того, наряду с отечественной в работах по строительству БАМа принимала и другая импортная техника производства западных стран и стран СЭВ.

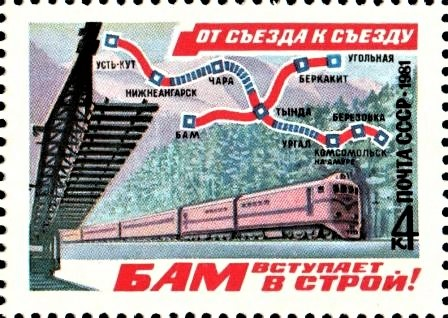
Почтовая марка 1981 года

В 1977 году была сдана в постоянную эксплуатацию линия Бам — Тында, а в 1979 году — линия Тында — Беркакит. Основная часть дороги строилась более 12 лет — с 5 апреля 1972 года по 27 октября 1984 года. 1 ноября 1989 года были сданы в эксплуатацию последние 54 километра дороги на Северомуйском хребте и весь новый трёхтысячекилометровый участок магистрали был сдан в постоянную эксплуатацию в объёме пускового комплекса. 29 сентября 1984 года состоялась встреча бригад Александра Бондаря и Ивана Варшавского на разъезде Балбухта. 1 октября 1984 года на станции Куанда было торжественно уложено «золотое» звено. Обе части дороги соединились в единое целое. Символический ключ БАМа был вручён начальнику «ГлавБАМстроя» К. В. Мохортову отрядом героев-строителей (Александр Бондарь, Иван Варшавский, Феликс Ходаковский, Пётр Сахно и др.) во главе с бригадиром Виктором Лакомовым и комиссаром Владимиром Мучиницыным.
Восточный участок от Комсомольска-на-Амуре до Тынды сооружён железнодорожными войсками. Самый длинный в России Северомуйский тоннель (15 343 метра), строительство которого началось в мае 1977 года, был пробит до конца только в марте 2001 года и сдан в постоянную эксплуатацию в декабре 2003 года.
Среди строителей преобладали (70 %) люди в возрасте до 30 лет, приехавшие со всей страны. 30 тысяч строителей награждены медалью «За строительство Байкало-Амурской магистрали» и другими государственными наградами. Несколько человек удостоены звания Герой Социалистического Труда. 30 мая 1985 года принято Постановление ЦК КПСС и Совета министров СССР «О присвоении имени Ленинского комсомола Байкало-Амурской железной дороге Министерства путей сообщения». В нём отмечалось:

Учитывая большой вклад Ленинского комсомола в сооружение Байкало-Амурской железнодорожной магистрали — Всесоюзной ударной комсомольской стройки, Центральный Комитет КПСС и Совет Министров СССР постановляют: присвоить имя Ленинского комсомола Байкало-Амурской железной дороге Министерства путей сообщения и впредь именовать эту дорогу — Байкало-Амурская железная дорога имени Ленинского комсомола.

В 1986 году Министерству транспортного строительства СССР для возведения магистрали единовременно были поставлены более 800 единиц японской строительной техники.
В ходе строительства мостов имело место несоблюдение технологии и низкое качество работ. В результате подавляющее большинство из полутора сотен мостов с железобетонными пролётами имеет дефекты, что ведёт к ограничению грузоподъёмности и скорости.
Одной из задач, решённых строительством БАМа, было обеспечение надёжного сообщения с дальневосточными регионами страны в условияx возможного захвата восточного участка Транссиба, расположенного практически у самой границы, в случае военного конфликта с Китаем.
Стоимость строительства БАМа в ценах 1991 года составила 17,7 миллиарда рублей, таким образом, БАМ стал самым дорогим инфраструктурным проектом в истории СССР.

## Современный БАМ
В условиях глубокого экономического спада 1990-х годов к 1997 году грузопоток по БАМу сократился вдвое по сравнению с пиковым на тот момент показателем 1990 года (в сутки проходило лишь несколько составов).
20 ноября 1996 года Байкало-Амурская железная дорога была реорганизована: расформировано управление этой дороги, и магистраль административно поделили между двумя железными дорогами: Северобайкальское отделение перешло в состав Восточно-Сибирской дороги, а Тындинское и Ургальское отделения — в состав Дальневосточной. Границей этих подразделений стала станция Хани.
С возобновлением экономического роста к 2009 году объём грузоперевозок по направлению Тайшет — Тында — Комсомольск снова вырос и составлял примерно 12 млн тонн в год. Вместе с тем, даже при таких объёмах перевозок дорога оставалась нерентабельной. На 2009 год весь БАМ перевозил ежегодно около 12 млн пассажиров, чуть более 1 % пассажирских железнодорожных перевозок всей России.
От ответвления БАМа, линии Тында — Беркакит, продолжается начатое в 1985 году строительство на север Амуро-Якутской магистрали (АЯМ). В 2004 году открыто движение от Алдана до Томмота, в апреле 2009 года открыт участок до станции Амга (105 км севернее Томмота), 15 ноября 2011 года закончено строительство ветки до станции Нижний Бестях.
В 2009 году началась реконструкция участка Комсомольск-на-Амуре — Советская Гавань (Дальневосточная железная дорога) со строительством нового Кузнецовского тоннеля. Общая стоимость проекта — 59,8 млрд рублей. Данные работы призваны повысить скорость движения поездов, чтобы увеличить пропускную и провозную способность, а также весовую норму поездов на участке с 3600 до 5600 тонн. Сдача тоннеля в эксплуатацию состоялась 25 декабря 2012 года.
В конце 2013 года были открыты проектно-изыскательские работы на железнодорожном участке Тында — Хани, когда партия геологов и геодезистов Челябжелдорпроекта, филиала ОАО «Росжелдорпроект» начала свою работу под строительство новых 11 железнодорожных разъездов (Моховой, Глухариный, Сосновый, Заячий, Студенческий, Мостовой, Медвежий, Иванокит и др.) и второго пути — БАМ-2. Этот участок является наиболее загруженным на БАМе, для его разгрузки потребовалось уложить более ста километров вторых путей с рельсошпальной решёткой на железобетонном основании. На начало 2015 года через станцию Тында в сутки проходило порядка двух тысяч вагонов, а реконструкция и расширение этого участка позволили увеличить их количество втрое.
Уже в 2014 году начались работы по сооружению вторых путей по существующей насыпи. До этого насыпь использовалась под автодорогу и поэтому в некоторых местах необходимо проводить её исправление, но в большинстве случаев просадка происходит из-за оттаивания вечной мерзлоты («На участке Лумбир — Ларба замечены дефекты земляного полотна под вторые пути»). Проектными решениями эти недостатки будут устранены. Работы на участке ведутся компанией «БАМстроймеханизация», которая здесь строила в конце 1970-х годов и спустя 40 лет восстанавливает свои вахтовые посёлки.
Кроме этого модернизируются системы энергообеспечения, устройств сигнализации, централизации, блокировки и связи. На разъездах укладывается бесстыковой путь, стрелочные переводы оборудуются системой пневмообдува сжатым воздухом.

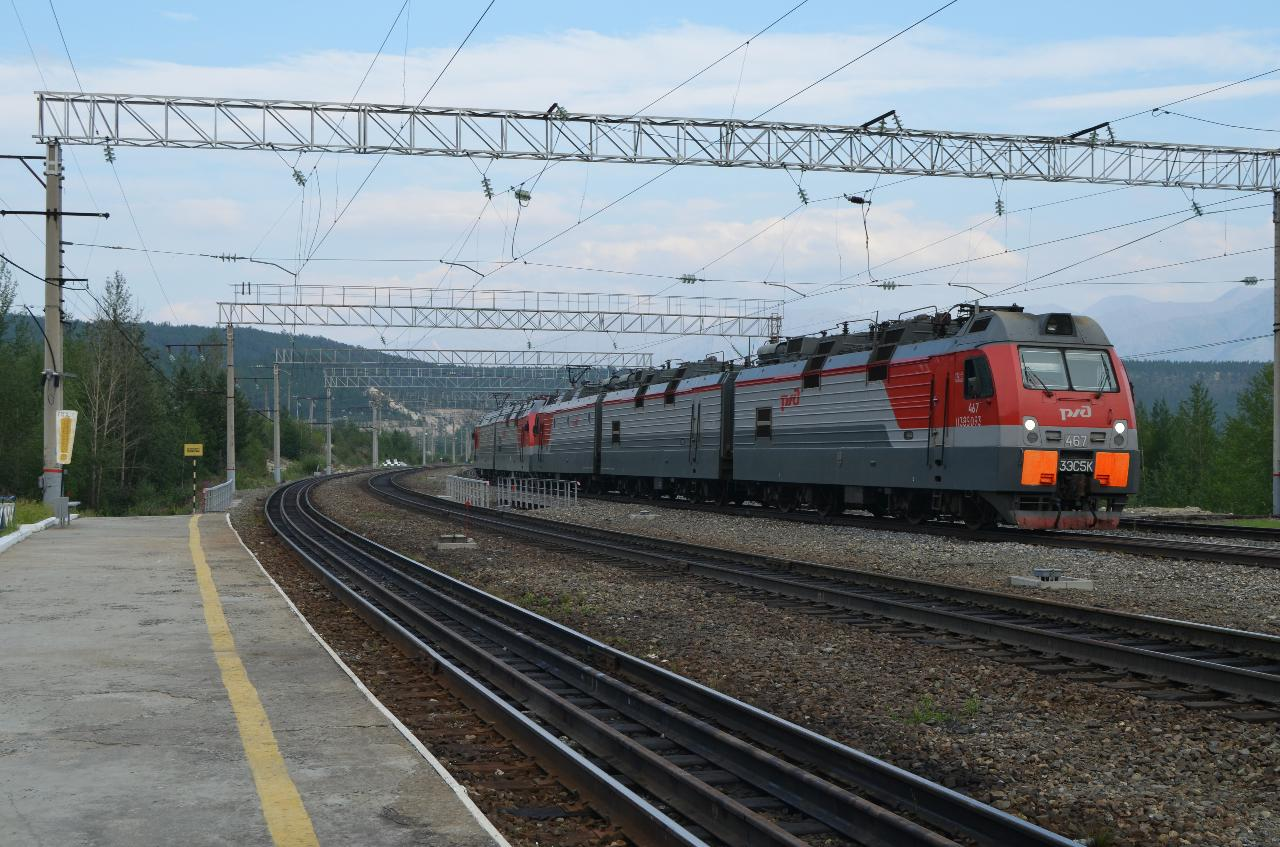
На станции Окусикан в 2018 году

В октябре 2014 года начались работы по сооружению второй нитки Байкальского тоннеля. Общая длина тоннеля, сданного в эксплуатацию 28 июля 2021 года, составляет 6682 метра.
В 2018 году Федеральная сетевая компания начала строительство линии электропередачи Тира — Надеждинская на севере Иркутской области, чтобы обеспечить внешнее электроснабжение Байкало-Амурской железнодорожной магистрали и присоединение Западного энергорайона Республики Якутия к Объединённой энергетической системе Сибири. Протяжённость двухцепной воздушной линии напряжением 220 кВ составит 320 км, стоимость — 5,3 млрд рублей. Строительство линии успешно завершено в 2019 году.
Тематика модернизации и развития Байкало-Амурской магистрали включена в национальный проект «Комплексный план модернизации и расширения магистральной инфраструктуры», утверждённый распоряжением Правительства Российской Федерации от 30 сентября 2018 года N 2101-р. Минтранс России сообщил об обеспечении в 2020 году суммарной провозной способности Восточного полигона на уровне 144 млн т. Таким образом, провозная способность БАМа и Транссиба на востоке страны возросла на 16,7 % по отношению к базовому значению начала 2018-го.
Суммарная пропускная способность на Восточном полигоне также увеличилась, достигнув уровня в 101 пару грузовых поездов ежесуточно (95 пар по состоянию на 2019 г.). Значение в 144 млн т заложено для министерства транспорта в качестве ключевого контрольного индикатора для транспортной части нацпроекта «КПМИ» на 2020 год для Восточного полигона. Этот же показатель сохранён за Минтрансом и на 2021-й год. За 2022 год провозная способность Восточного полигона железных дорог достигла 158 млн тонн. По данным на 2023 год, отмечается значительное расширение номенклатуры перемещаемых товаров: ещё десять лет назад в дальневосточном направлении шёл в основном уголь — 50-60 % от всех грузов, а теперь в большом количестве экспортируются минудобрения, чёрные металлы и зерно.
В целом, на период с 2021 по 2023 годы на развитие Восточного полигона федеральным проектом предусматривались средства в объёме 414 млрд руб., а инвестпрограммой РЖД 391,3 млрд руб. Но в 2020 году, в год коронавирусной пандемии, когда стали уменьшаться объёмы погрузки и корпоративные бюджеты начали готовиться к сокращениям, со стороны государства было принято решение об увеличении объёмов финансирования Восточного полигона. Минтрансом РФ в ноябре 2020 года включило в проект постановления правительства РФ "О внесении изменений в государственную программу Российской Федерации «Развитие транспортной системы» объёмов финобеспечения в 635 млрд руб. на последующие 3 года. Осенью того же года был поднят вопрос о продлении транспортной части КПМИ с 2024 года ещё на 6 лет — уже до 2030 года, с сохранением показателя ключевого индикатора провозной способности в 182 млн тоннах.

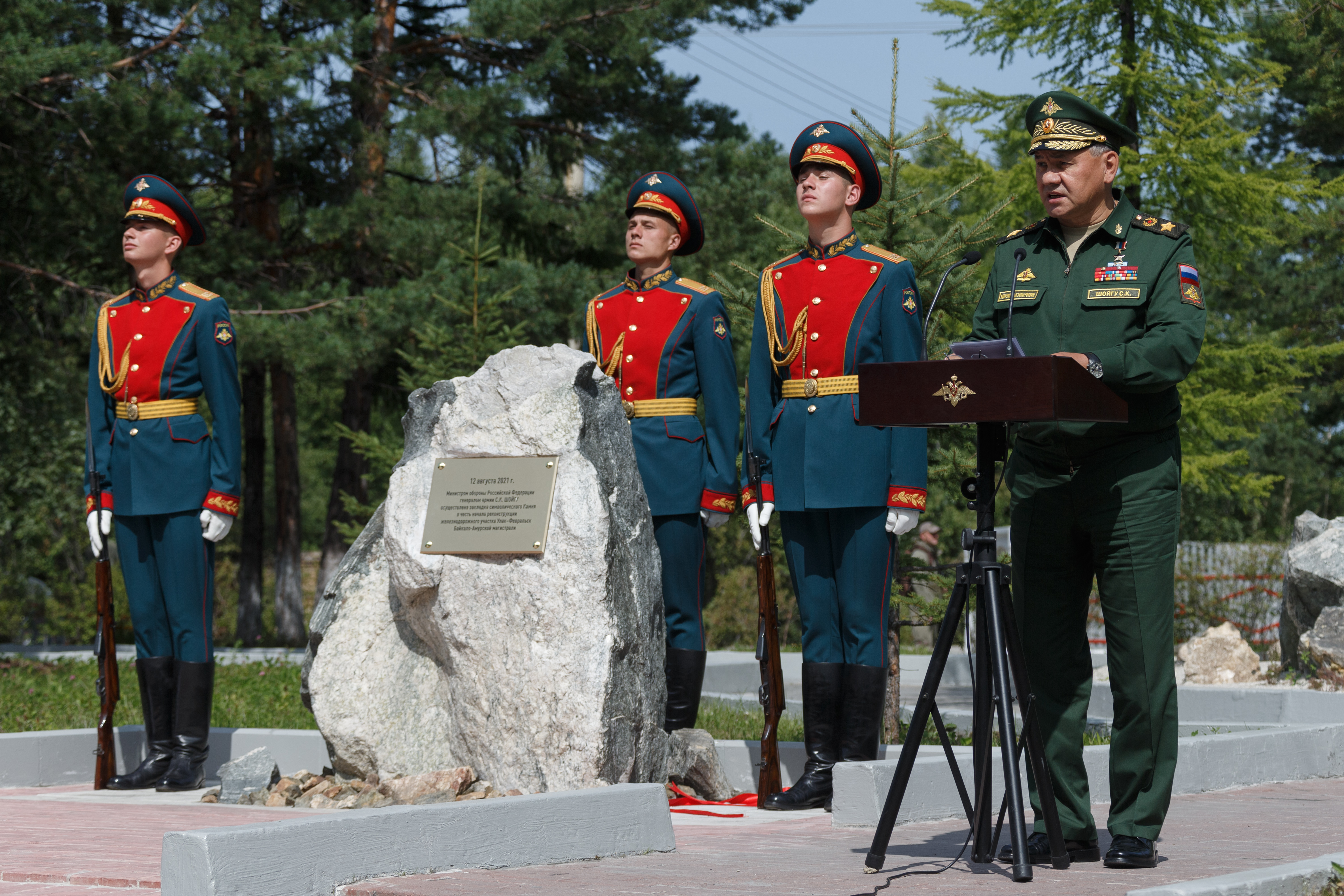
Закладка символического камня, посвящённого началу реконструкции восточного участка БАМа. 12 августа 2021 года

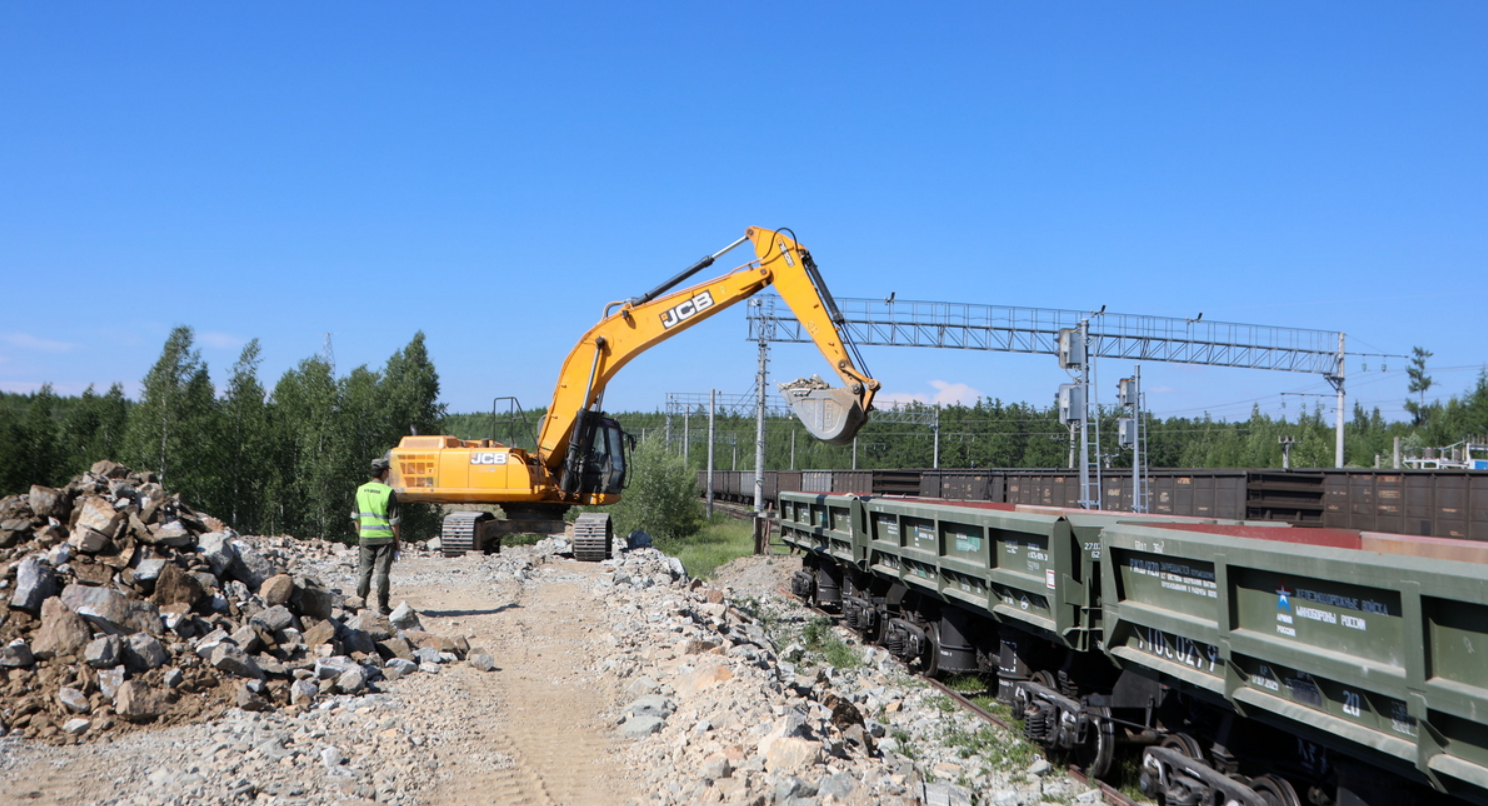
Железнодорожные войска на строительстве БАМ-2. Июль 2022 года

Информация об объёме 780 млрд руб. на развитие Восточного полигона до 2024 года была озвучена премьер-министром Михаилом Мишустиным в ходе поездки в Кузбасс в марте 2021 г.
Весной 2021 года Минобороны РФ сообщило о направлении подразделений Железнодорожных войск на строительство объектов восточного плеча Байкало-Амурской магистрали. Привлечение Железнодорожных войск связано прежде всего с дефицитом как ресурсов строймеханизации, так и квалифицированных инженерных и рабочих кадров на объектах Восточного полигона. В начале 2019 года Счётная палата заявляла о несоблюдении сроков строительства объектов на южносибирской линии Междуреченск — Тайшет: по 13 из 22 объектов они были продлены с 2016 до 2020 года. Объём неосвоенных средств на тот момент достиг 12,5 млрд руб. К примеру, реконструкция Козинского виадука на Красноярской железной дороге должна была завершиться не в середине декабря 2020 года, а ещё тремя годами раньше — в 2017-м.
В то же самое время был инициирован вопрос о привлечении личного состава и техники Железнодорожных войск на Восточном полигоне, а в 2020-м году РЖД сообщили о нехватке 5 тыс. строителей вдобавок к уже занятым 9,3 тыс. человек на стройобъектах Транссиба и БАМа. Аргумент в пользу отказа от распыления строительно-механизированных мощностей и квалифицированного персонала оказался в числе решающих и для временно замороженного субарктического проекта Северного широтного хода. В результате принятых мер по форсированию строительства за 2022 год в ходе реализации II этапа развития Байкало-Амурской и Транссибирской магистралей выполнен рекордный объём работ, в 1,8 раза выше, чем годом ранее. На 2023 год развёрнуты работы на 142 объектах, строительство идёт опережающими темпами.
30 ноября 2023 года загорелся вагон в составе грузового поезда на перегоне Итыкит — Окусикан Восточно-Сибирской железной дороги во время движения по Северомуйскому тоннелю. По сообщениям украинских источников, БАМ является основным транспортным путем между Россией и Китаем и используется для военных поставок в ходе войны России с Украиной, в связи с чем Службой безопасности Украины организован подрыв. На следующий день был подорван ещё один грузовой поезд, следовавший по запасному маршруту — через Чёртов мост. Следователями Восточного межрегионального следственного управления на транспорте возбуждено уголовное дело по ч. 1 ст. 205 УК РФ («Террористический акт») по факту взрыва и возгорания поезда. Это не первый инцидент на участке БАМа в Бурятии за последнее время: менее чем за месяц до этого (10 ноября) на перегоне Нижнеангарск-Холодное загорелся тепловоз. Но нанести серьёзный ущерб и парализовать движение поездов для воспрепятствования транспортировке грузов диверсанту так и не удалось. Обвиняемый в теракте дал признательные показания. В апреле 2024 года Правительство РФ утвердило паспорт третьего этапа проекта модернизации железнодорожной инфраструктуры, предусматривающего увеличение провозной способности Восточного полигона с 180 млн тонн в год по итогам 2024 года до 210 млн тонн в год по итогам 2030 года и до 270 млн тонн в год по итогам 2032 года.

## Перспективы развития
В 2012 году вся пропускная способность Транссиба в 2012 году составила 120 млн. тонн в год, а пропускная способность БАМа — лишь 16 млн. тонн. По словам президента ОАО «РЖД» В.И. Якунина, «сегодня Транссиб является одной из самых загруженных магистралей в мире. Его пропускные способности практически исчерпаны». ОАО «РЖД» планирует разделить загрузку Трансиба и БАМа: по БАМу будет провозиться больше сырьевых грузов, что ускорит перевозку по Транссибу грузов в контейнерах из Китая. 
Байкало-Амурская магистраль проектировалась как составная часть комплексного проекта по освоению значительных природных богатств районов, по которым пролегла дорога. На пути БАМа изначально планировалось построить девять территориально-промышленных комплексов-гигантов (по другим данным — одиннадцать), но в итоге был построен только один — Южно-Якутский угольный комплекс, включающий Нерюнгринский угольный разрез.
Некоторые считают, что без массированного освоения значительных месторождений полезных ископаемых, залегающих в зоне притяжения магистрали (а оно фактически до сих пор не начато), дорога всегда будет приносить убытки (в частности, в начале 2000-х годов, по словам вице-президента РЖД Анны Беловой, БАМ приносила 5 млрд рублей убытков ежегодно).
Значительные надежды по увеличению загрузки БАМа связывались с передачей в частные руки и планируемым началом освоения ряда месторождений. В 2007 году правительство одобрило план строительства «капиллярных» веток к месторождениям полезных ископаемых. В частности, компания «Мечел» планировала начать разработку Эльгинского угольного месторождения, «Базовый элемент» Олега Дерипаски — Чинейского месторождения полиметаллов, «Металлоинвест» Алишера Усманова — Удоканского медного месторождения и др. В феврале 2006 года государственная компания ТВЭЛ и корпорация «Металлы Восточной Сибири» разработали проект строительства железной дороги между БАМом и Транссибом Новый Уоян — Хиагда — Озёрный — Могзон длиной примерно 350 км. Дорога должна обеспечить разработку и транспортировку урана с Хиагдинского месторождения и полиметаллов с месторождения «Озёрное». Мировой экономический кризис конца 2000-х годов пресёк эти планы: практически все проекты по развитию зоны Байкало-Амурской магистрали были приостановлены (оживление к 2011 году отмечалось только на Эльгинском месторождении, где в августе 2011 был добыт первый уголь и к которому в 2012 году была проложена подъездная железнодорожная ветка).

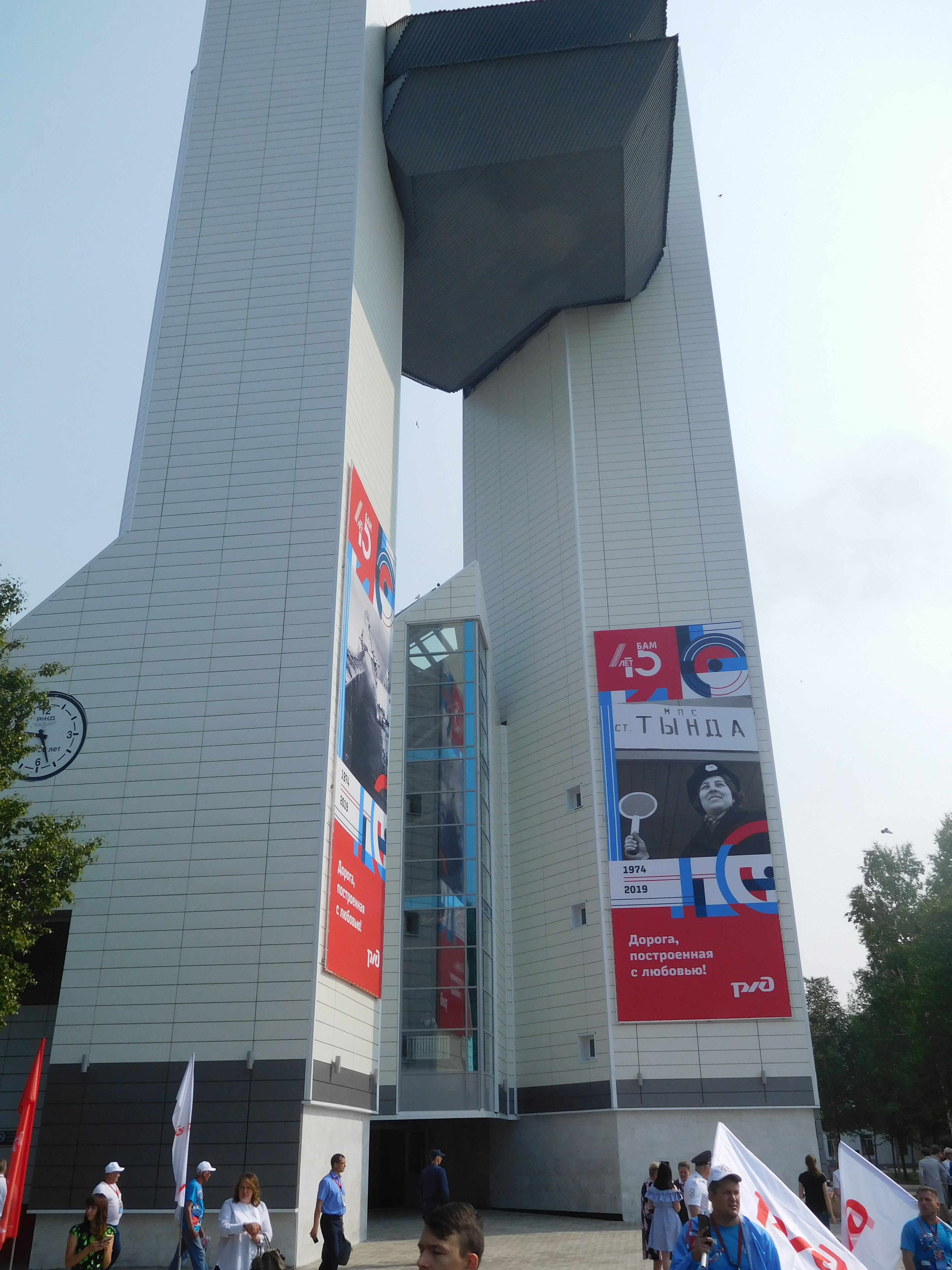
Вокзал станции Тында в праздничном оформлении к 45-летию строительства БАМа с лозунгом магистрали «Дорога, построенная с любовью», 2019 год

Согласно «Стратегии-2030», предусматривающей резкое увеличение пропускной способности БАМа, планируется его специализация для пропуска тяжеловесных поездов. При этом объём инвестиций в БАМ составит около 400 миллиардов рублей. Президент ОАО «РЖД» В. И. Якунин неоднократно упоминал о планах перевода всего грузового движения с Транссиба на БАМ: Транссиб, по его мнению, должен специализироваться на пассажирских и контейнерных перевозках. Осенью 2010 года в ходе телемоста председателя правительства России В. В. Путина с губернатором Амурской области Олегом Кожемяко и жителями Тынды Якунин предположил, что согласно объёмам, заявляемым важнейшими грузоотправителями, «перевозки по БАМу в ближайшие годы возрастут до 30—50 млн тонн в год. Это потребует строительства вторых путей Байкало-Амурской магистрали». Предполагается строительство 13 новых железнодорожных линий общей протяжённостью около 7 тысяч километров. Это в первую очередь такие грузообразующие линии, как Лена — Непа — Ленск, Хани — Олёкминск, Новая Чара — Апсатская, Новая Чара — Чина, Шимановская — Гарь — Февральск, Улак — Эльгинское месторождение.
20 августа 2019 года на БАМе начались работы по строительству второго Северомуйского тоннеля, но в 2020 году они были приостановлены.
В феврале 2021 года эксперт-регионовед Ринат Резванов, в ходе экономико-пространственного анализа развития Южно-Якутского угольного кластера, указал на проект развития тяжеловесного движения на Восточном полигоне для обеспечения экспорта якутских углей через российские дальневосточные порты (прежде всего, морпорт Ванино). При этом парк трёхсекционных тепловозов 3ТЭ25К2М в эксплуатационном депо Комсомольск-на-Амуре, с учётом осуществлённых в 2020 году поставок, к началу 2021 года должен быть доведён до плановых 42 машин. Причины акцентировки внимания именно на них, по мнению Рината Резванова, довольно просты — это, пожалуй, на сегодня самые мощные на сети тепловозы. Ключевое их преимущество — в способности вести поезда в 7100 тонн без отцепок и подталкивания, что технологически выигрышно при проводке поездов по столь сложному профилю пути, как, например, от Комсомольска-на-Амуре до Ванина.
Для исполнения поставленных задач Дальневосточной дороге предстоит восполнить прогнозируемую до 2024 года потребность в локомотивных бригадах — а это приблизительно до 700 машинистов и более 400 помощников машиниста. Конечно, с соответствующей организацией сети домов отдыха локомотивных бригад и пунктов явки. Помимо прочего, проводка тяжеловесных поездов, помимо прочего, предъявляет повышенные требования к содержанию пути. По состоянию на 2021 год на восточном плече БАМа сохраняется очень высокая доля пути со сверхнормативным пропущенным тоннажем.
На сентябрь 2021 года РЖД рассматривала несколько вариантов строительства второго пути на БАМе. Вариант стоимостью 332 млрд руб. предусматривает строительство 553 км путей с целью ежегодного вывоза 16,6 млн тонн угля Эльгинского месторождения. По другому сценарию, помимо эльгинского угля пропускная способность расширится на 13,4 млн тонн грузов для портов Приморья. Чтобы добиться поставленной цели, РЖД должны будут проложить 1,1 тыс. км вторых главных путей на БАМе в дополнение к 553 км, предусмотренных «эльгинской» частью. Расчётная стоимость работ — 1,22 трлн руб.
Рассматривается перспектива дополнительного увеличения пропускной способности БАМа до 255 млн тонн в год в три этапа, к 2031—2032 годам, после завершения второго этапа расширения Восточного полигона, намеченного на 2024 год.
В сентябре 2024 года Владимир Путин сообщил, что в ходе модернизации Байкало-Амурская магистраль должна стать полностью двупутной и электрифицированной. Данный  проект, по его словам, под объемам больше самого крупного инфраструктурного проекта СССР.

## Оценки проекта
Станислав Говорухин в своей работе «Россия, которую мы потеряли» дал такую характеристику стройке БАМа:
Вы когда-нибудь были на БАМе? Давайте проедемся с нами. Сколько искалеченных молодых судеб! Как искалечена, испоганена вся земля, убито всё живое вокруг этого Вечностроя!
Экономист Егор Гайдар в начале 2000-х годов высказывал мнение о БАМе:
Проект строительства Байкало-Амурской магистрали — характерный пример социалистической «стройки века». Проект дорогой, масштабный, романтический — красивые места, Сибирь. Подкреплённый всей мощью советской пропаганды, экономически абсолютно бессмысленный. [Железные] дороги умели строить — это не производить конкурентоспособную продукцию или хорошие товары народного потребления. Беда в том, что никто так и не задумался элементарным вопросом: «А зачем мы строим эту дорогу? Что мы собираемся по ней возить и в какую сторону?» Проект обошёлся примерно вчетверо дороже, чем предполагалось, и в полном объёме так и не был никогда завершён. Уже сегодня в наши цены на железнодорожные перевозки заложены затраты, связанные с покрытием убытков от так и не заработавшей дороги.

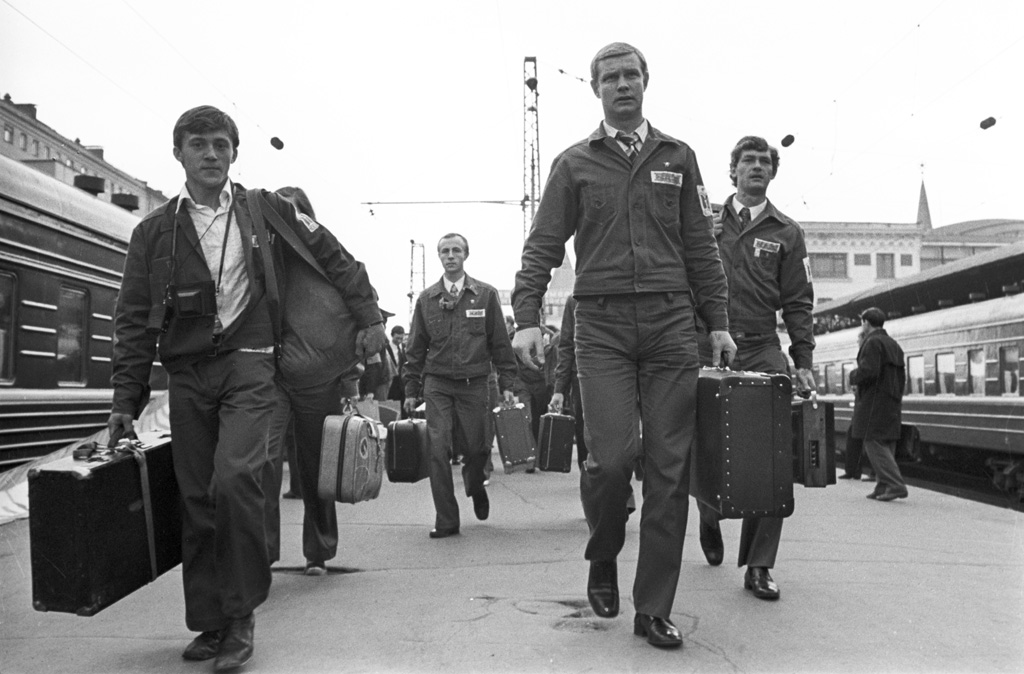
Московский комсомольский отряд, направляющийся на строительство БАМа (1974 год)

В то же время высказывались мнения, что, несмотря на свою нерентабельность, Байкало-Амурская магистраль дала толчок развитию ряда производств, а также играет значительную геополитическую роль, сшив «стальными стёжками наши необъятные пространства». О перспективах, например, говорит Герой Социалистического Труда Виктор Лакомов:
Я верю, что он будет работать и развиваться, железные и автомобильные дороги — это кровеносные сосуды страны. Тем более у нас, в Сибири, где так мало дорог и такие большие расстояния. О ненужности БАМа говорят дилетанты, мы их прощаем. Я верю, что расцвет БАМа впереди. Не может быть такого, чтобы не нужна была первоклассная дорога. Я помню, как мы строили дорогу «Хребтовая-Усть-Илимская». Вечером только бросали тупиковую ветку, утром по ней уже шёл состав с лесом. В ожидании дороги было заготовлено тысячи кубометров леса. Конечно, хозяйственное освоение БАМа задержала перестройка. Неумелые реформы затормозили освоение БАМа. Но я не верю, что мы трудились напрасно. Хочется надеяться, что потомки скажут нам спасибо за такую грандиозную трассу, какой является БАМ.

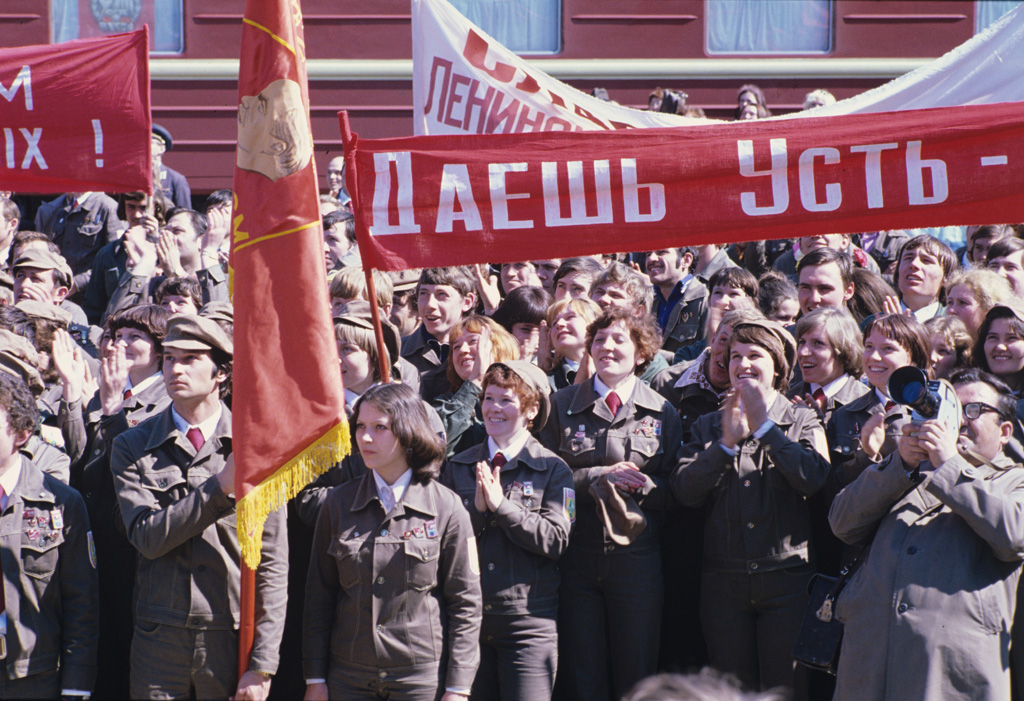
Митинг, посвящённый прибытию строительного отряда имени XVIII съезда ВЛКСМ. Усть-Илимск (1979 год)

Президент РФ Владимир Путин в 2014 году, в день 40-летия принятия решения о строительстве магистрали, отметил, что хотя сомнения в необходимости строительства БАМа действительно в своё время возникали, она является очень нужным для страны проектом, который будет развиваться и дальше.
БАМ был не только колоссальной стройкой, но и большим вызовом для страны. Он и военно-стратегическое значение имел, и народнохозяйственное. Работа проходила в очень сложных климатических, геологических условиях, по сути, требовала огромного напряжения сил от всего государства и, безусловно, прежде всего от тех людей, которые там работали. Безусловно, они совершили трудовой подвиг, это без всякого сомнения.

В 90-х годах возникли трудности, прежде всего экономического характера, даже встал вопрос о том, нужно ли было стране так напрягаться, для того чтобы возводить эту магистраль. Но это всё с началом двухтысячных годов, в середине двухтысячных годов не только прошло, а стало очевидным, что БАМ в высшей степени востребован, но и его уже не хватает.
Генеральный директор ОАО «РЖД» Олег Белозёров в 2024 году к 50-летию принятия решения о строительстве магистрали отметил, что о ненужности БАМа много говорили и писали  в 1990-е годы, но время всё расставило по местам:
Все, кто это говорил, просто не смотрели вперёд в стратегическое будущее страны. Посмотрите, сегодня Россия на востоке — это и Транссиб, и БАМ. Нет в стране важнее путей! Это в буквальном смысле артерии и хребет экономики.

## БАМ в культуре
Песни

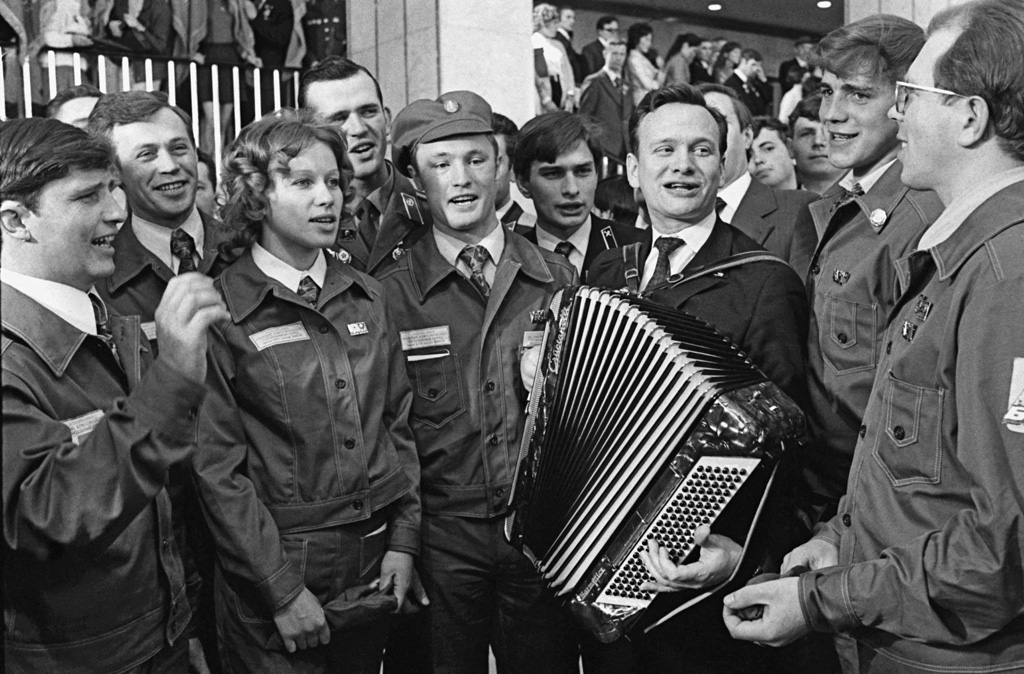
Члены Всесоюзного ударного комсомольского отряда — строители БАМа, в перерыве между заседаниями XVII съезда ВЛКСМ в Москве, 1974 год

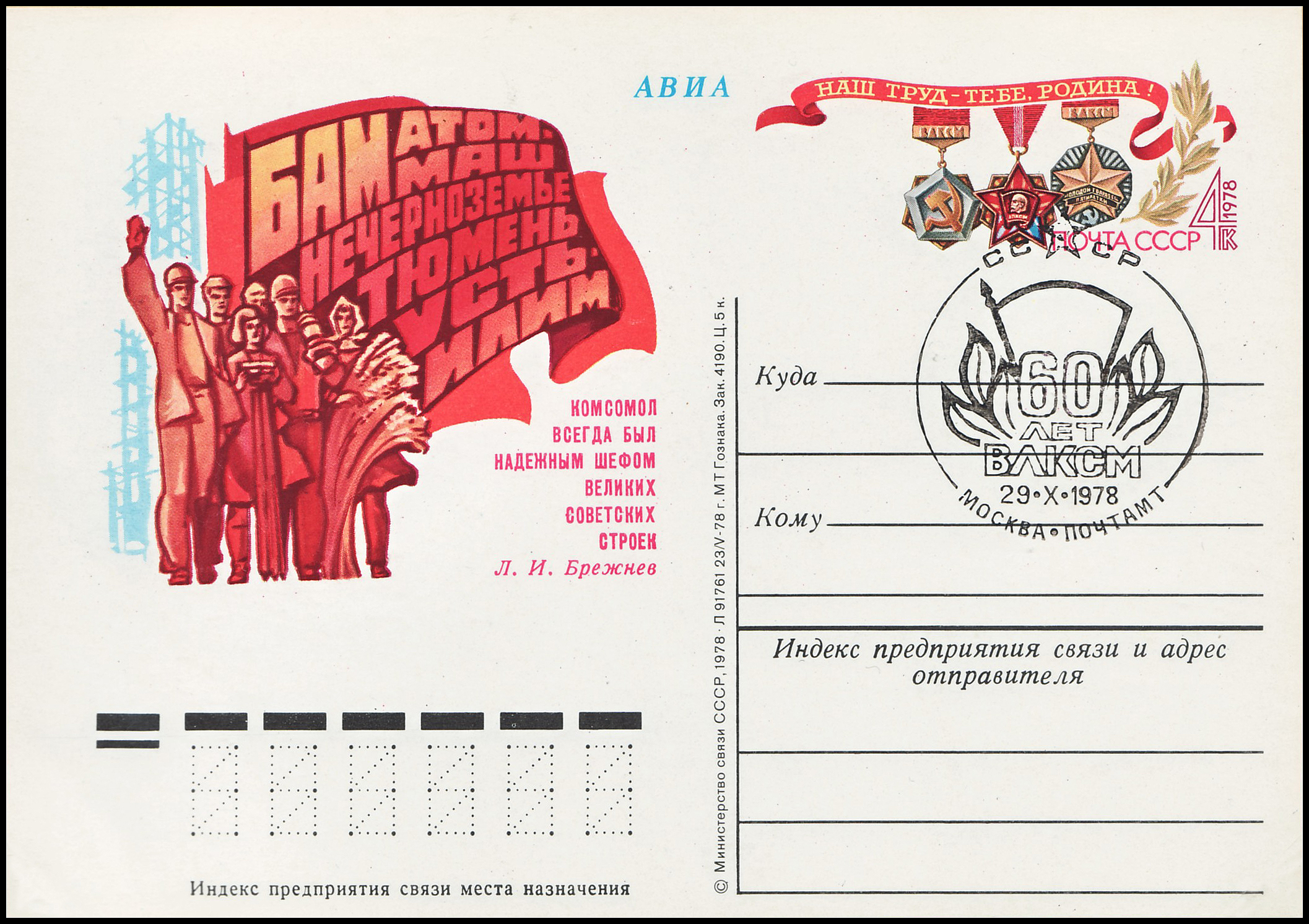
Почтовый конверт СССР, 1978 год

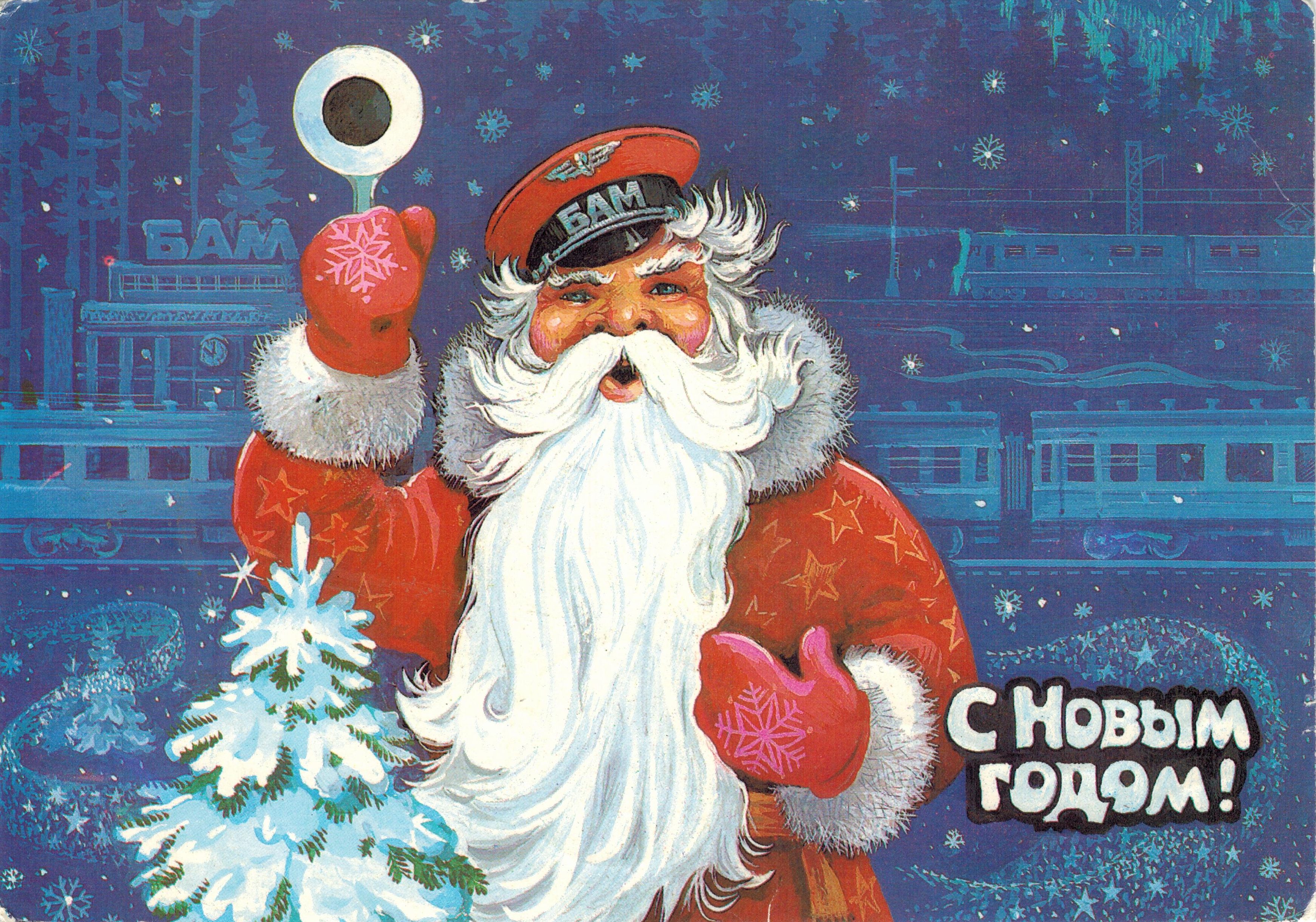
Почтовая открытка СССР, 1984 год

На БАМовскую тематику в СССР было написано большое количество песен:
- Байкало-Амурская магистраль. Музыка А. Г. Новикова, слова П. Градова — исп. Ансамбль советской песни ЦТ и ВР[97];
- БАМ (Нас не обязательно провожать под музыку). Музыка Т. Е. Ефимова, слова Д. Усманова — исп. ВИА «Лада»;
- БАМ (Слышишь, время гудит — БАМ!). Музыка О. Фельцмана, слова Р. Рождественского — исп. Владислав Коннов, Ансамбль «Дружба»[98];
- БАМ (Deep through the taiga). Музыка, слова, исполнение — Д. Рид;
- Бамовский вальс. Музыка C. Туликова, слова М. Пляцковского — исп. ВИА «Самоцветы»[99];
- Большой привет с большого БАМа. Музыка А. С. Морозова, слова В. Гина — исп. Эдуард Хиль[100];
- В песнях останемся мы. Музыка А. Пахмутовой, слова Н. Добронравова — исп. В. Мамонов и Большой детский хор Всесоюзного радио и Центрального телевидения под управлением В. С. Попова, И. Демарин, ВИА «Верасы», Ансамбль песни и пляски Российской армии имени А. В. Александрова[101];
- Даёшь Амур! Даёшь Байкал! Музыка В. Шаинского, слова Л. Ошанина — исп. ВИА «Верасы»;
- До отправленья поезда («Старый мотив железных дорог»). Музыка А. Пахмутовой, слова Н. Добронравова — исп. ВИА «Надежда»[102];
- Дорога железная. Музыка В. Шаинского, слова М. Пляцковского — исп. ВИА «Пламя», Геннадий Ветров[103];
- Марш — БАМ (1975). Музыка Д. Я. Покрасса, слова М. Вершинина — исп. А. Розум[104];
- Нужна наша молодость. Музыка Б. Савельева, слова М. Пляцковского — исп. ВИА «Ариэль»;
- От Байкала до Амура. Музыка Б. С. Фиготина, слова Л. Г. Куксо — исп. ВИА «Пламя»;
- Песнь-баллада о строителях БАМа. Музыка В. А. Овчинникова, слова С. А. Васильева — исп. А. Ф. Ведерников[105];
- Песня про станцию Алонка. Автор Леонид Нечипорук;
- Стальная магистраль (1977). Музыка Е. Э. Жарковского, слова М. Владимова — исп. Владислав Коннов;
- Строим БАМ. Музыка З. Ю. Бинкина, слова В. Петрова — исп. ВИА «Самоцветы»[106];
- Строим БАМ! (1982). Музыка С. Р. Зубковского, слова А. Шлыгина;
- Тында — крайняя точка Москвы. Музыка С. С. Туликова, слова М. Пляцковского — исп. ВИА «Голубые гитары»[107];
- Тында. Музыка Л. Лядовой, слова М. Владимова — исп. И. Д. Кобзон;
- Это всё называется БАМ. Музыка Ю. Гурьева, слова В. Семернина.

Фильмы

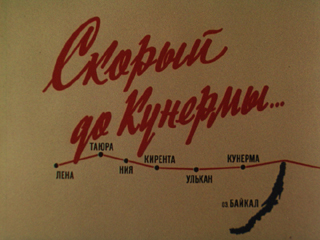
Кадр из фильма «Скорый до Кунермы» — одной из серий «Кинолетописи БАМа», 1981 год

- БАМ — моя судьба (1984). Реж. Л. М. Сукач;
- БАМ. Преемственность поколений (2024);
- Безбилетная пассажирка (1978). Реж. Ю. С. Победоносцев;
- Впереди океан (1983). Реж. В. К. Лаптев;
- Десант на Орингу (1979). Реж. М. И. Ершов;
- Дом, где тебя ждут (1980). Реж. А. В. Земнова;
- Золотое звено (1985). Реж. Т-Л. Г. Коржановский;
- Кинолетопись БАМа (1974—1990). Реж. В. П. Трошкин;
- Лучшая дорога нашей жизни (1984). Реж. А. А. Воропаев;
- Мужество (1981). Реж. Б. И. Савченко;
- Нам здесь жить (1982). Реж. В. Г. Саруханов;
- Незнакомый наследник (1974). Реж. Г. С. Казанский, О. И. Дашкевич;
- Перевал Мурурин (1994). Реж. Э. Хохлов;
- Письмо с БАМа (1980). Реж. Т. М. Палавандишвили;
- Честный, умный, неженатый… (1981). Реж. А. А. Коренев.

В филателии

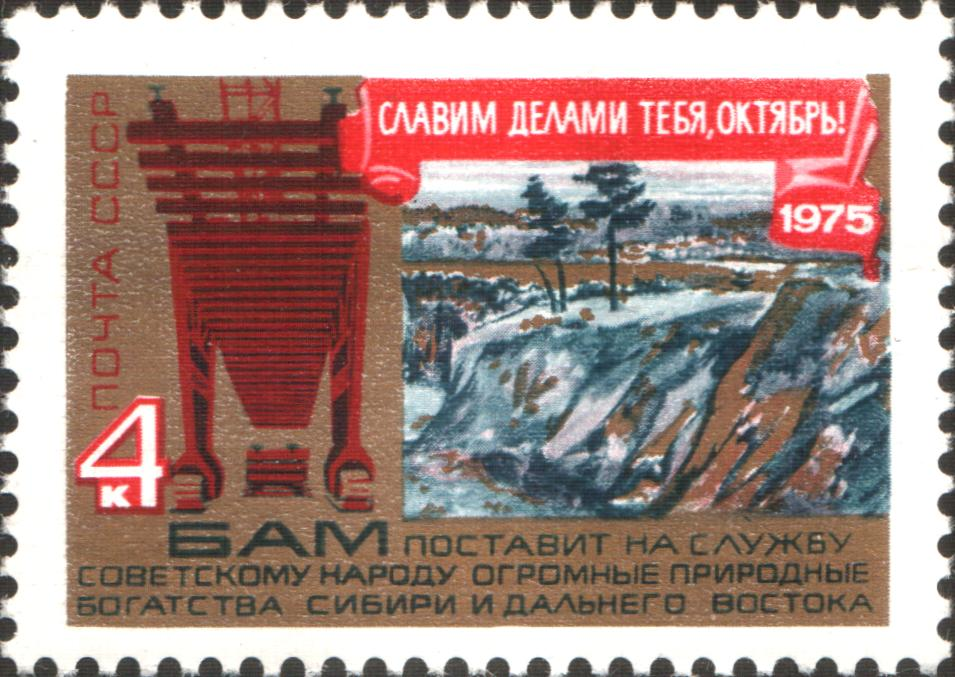
Почтовая марка СССР, 1975 год
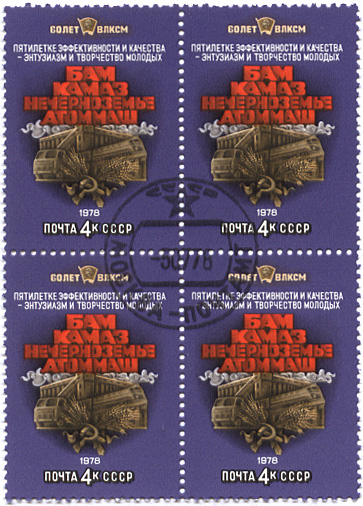
Почтовый блок СССР, 1978 год
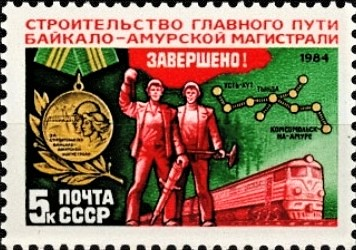
Почтовая марка СССР, 1984 год
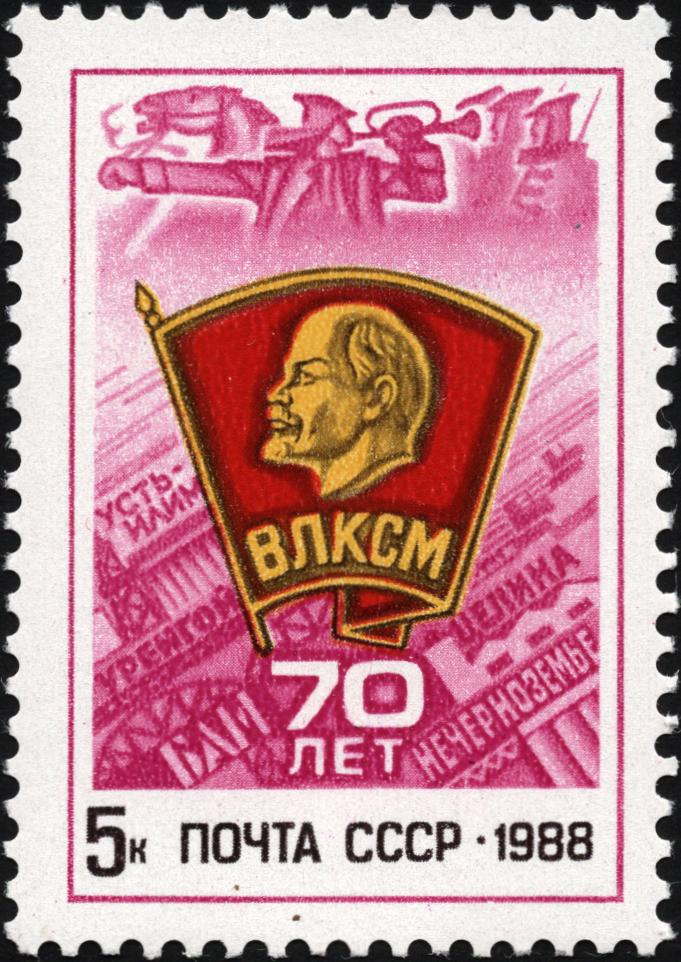
Почтовая марка СССР, 1988 год
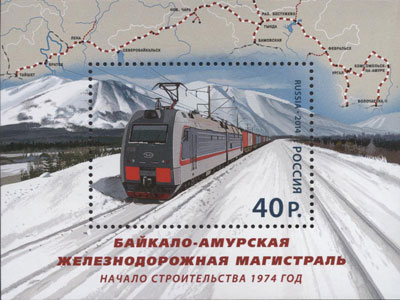
Почтовый блок России, 2014 год
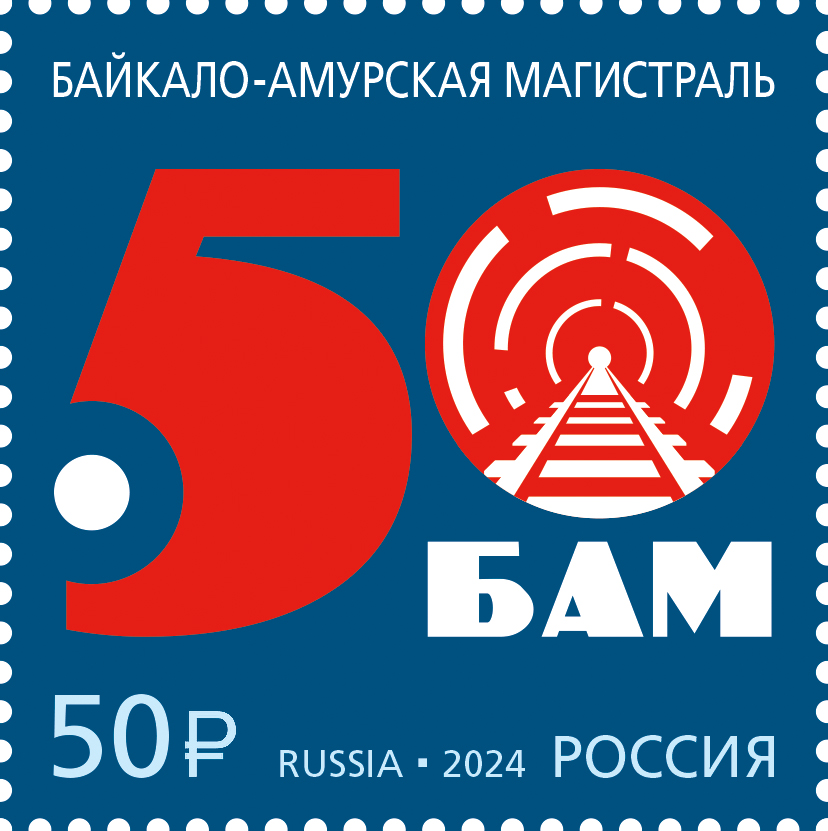
Почтовая марка России, 2024 год

В литературе
- «БАМ, о котором так много шумели в недавние годы, имеет прямое отношение к Сталинградской битве. Правда, до 1941 года он назывался БАМлаг, а из всего, что НКВД успело создать на костях „врагов народа“, уцелела лишь станция Тында, где надобно бы ставить памятник не комсомольцам-добровольцам, а именно им — избитым, голодным, умирающим и пристреленным прямо на шпалах» (В. С. Пикуль, «Площадь павших борцов»).[108]
- В январе 1989 года в газете «Мосты магистрали» появилась поэма главного инженера дирекции Байкало-Амурской магистрали (впоследствии главного инженера Байкало-Амурской железной дороги в 1993—1997 годах) Л. Г. Махитарова, которая называлась «Я защищаю БАМ!». На целой газетной полосе поэт-инженер смело высказал все чувства, которые переполняли его в трудный для дороги момент: недоумение от трусости учёных, моментально отказавшихся от своих великих замыслов в зоне БАМа, презрение к комсомольским лидерам, предавшим своих добровольцев и в дни празднования юбилея комсомола не сказавшим ни единого слова о великой стройке коммунизма:

Я верю: оскорблённый без вины,

Лишённый и достоинства и славы,

БАМ снова станет гордостью страны

И вечным достоянием державы!
В нумизматике

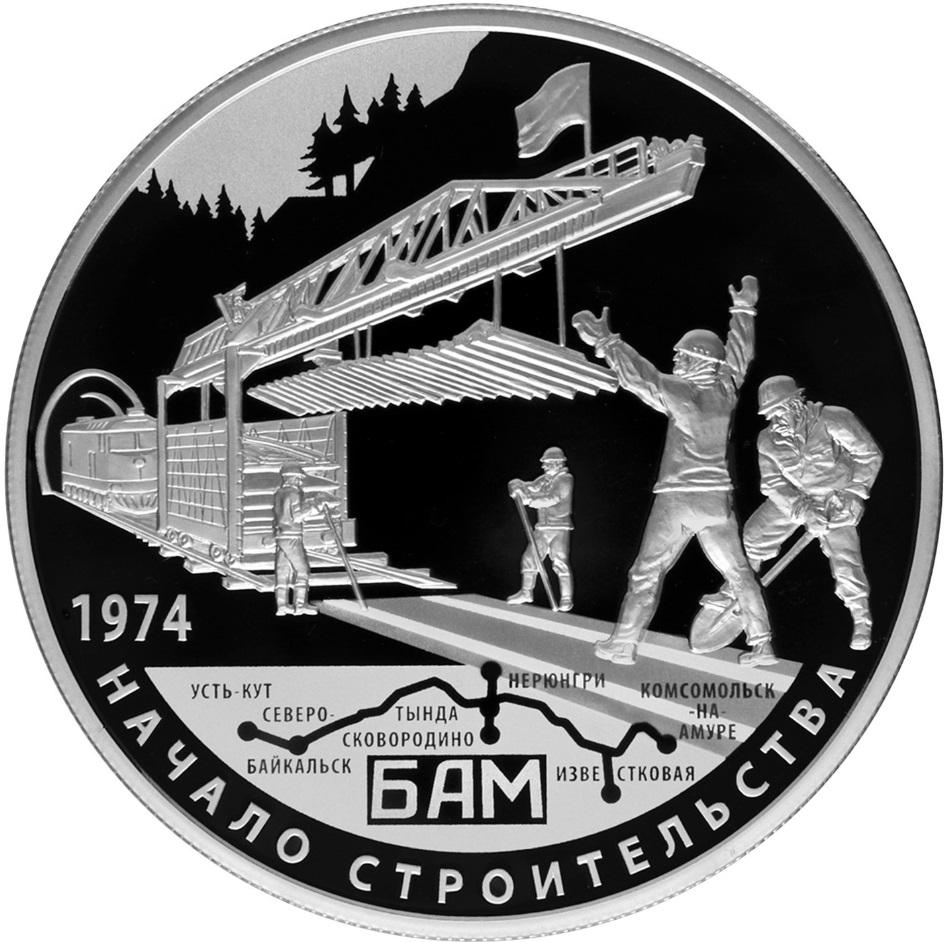
Серебряная памятная монета Банка России, 2014 год. 40-летие начала строительства Байкало-Амурской магистрали
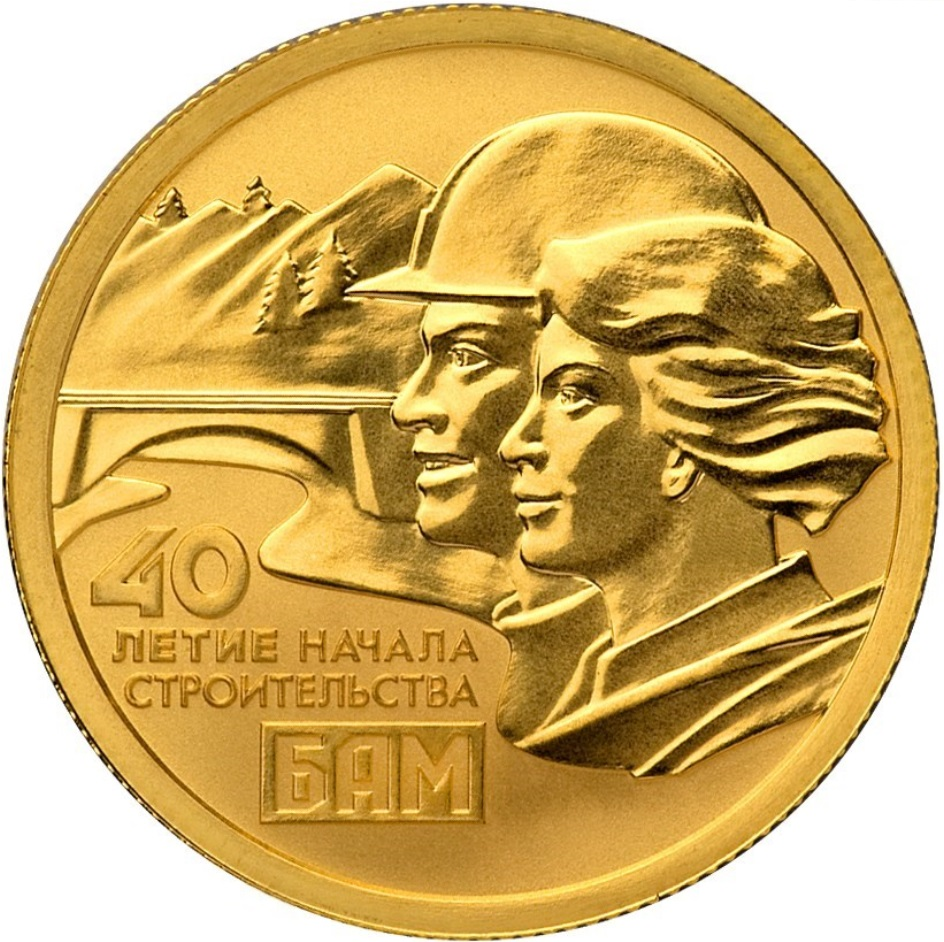
Золотая памятная монета Банка России, 2014 год. 40-летие начала строительства Байкало-Амурской магистрали
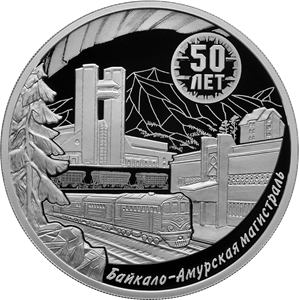
Серебряная памятная монета Банка России, 2024 год. 50-летие начала строительства Байкало-Амурской магистрали

Музеи и памятники

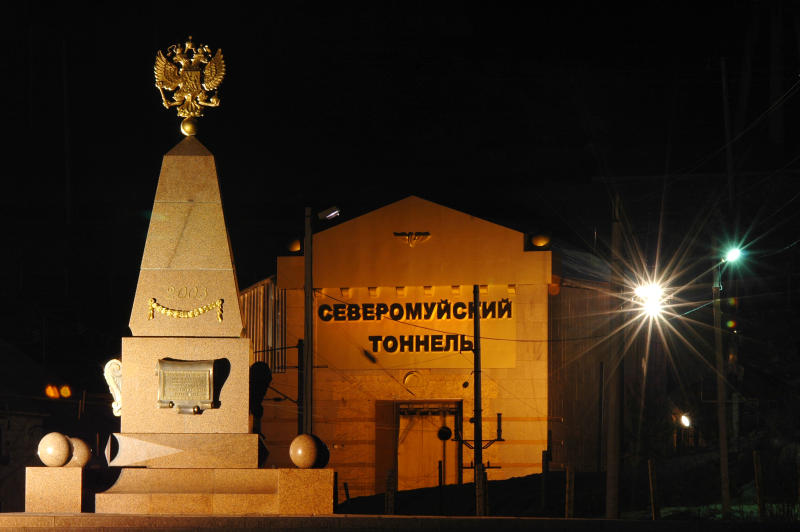
Обелиск в честь окончания строительства Северомуйского тоннеля с мемориальной табличкой о погибших строителях (2003)

- В городе Тында Амурской области (неофициальной столице БАМа) действует крупнейший в России Музей истории Байкало-Амурской магистрали.
- Трудовой подвиг строителей БАМа увековечен в многочисленных памятниках. Например, композиция на месте стыковки в Балбухте представляет собой два рельсовых звена, сходящихся наверху, с прибитыми к шпалам табличками с названиями бамовских станций Западного и Восточного участков. Наверху они соединены общей шпалой, на которой прикреплена табличка с надписью «Балбухта»[109]. Памятники установлены не только на Дальнем Востоке: в частности, в Волгодонске строителям посвящена фонтанная композиция «Корчагинский поход продолжается». К 50-летию БАМа в Тынде сооружён семиметровый мемориальный комплекс, изображающий различные сюжеты из жизни строителей (укладка пути, досуг и быт), с бронзовыми фигурами комсомольцев, военных железнодорожников, а также гражданских строителей. В состав композиции входят изображения техники и маршрута железной дороги. Кроме того, одним из фрагментов является медведь, который машет лапой из леса[110].
- В Иркутске заложена аллея имени 50-летия БАМа[111][112].

Прочее
- В честь БАМа назван астероид (2031) БАМ, открытый в Главном поясе астероидов 8 октября 1969 года Людмилой Черных из Крымской обсерватории.
- 8 июля 2018 года в Бурятии по решению 30-й сессии Народного Хурала республики впервые был отпразднован День бамовцев. Законопроект об установлении памятной даты в честь строителей БАМа на общероссийском уровне был также внесён в Государственную думу[113].
- Учреждены награды: медаль «За строительство Байкало-Амурской магистрали», медаль «XXX лет Байкало-Амурской магистрали», медаль «40 лет Байкало-Амурской магистрали», юбилейная медаль «50 лет Байкало-Амурской магистрали».

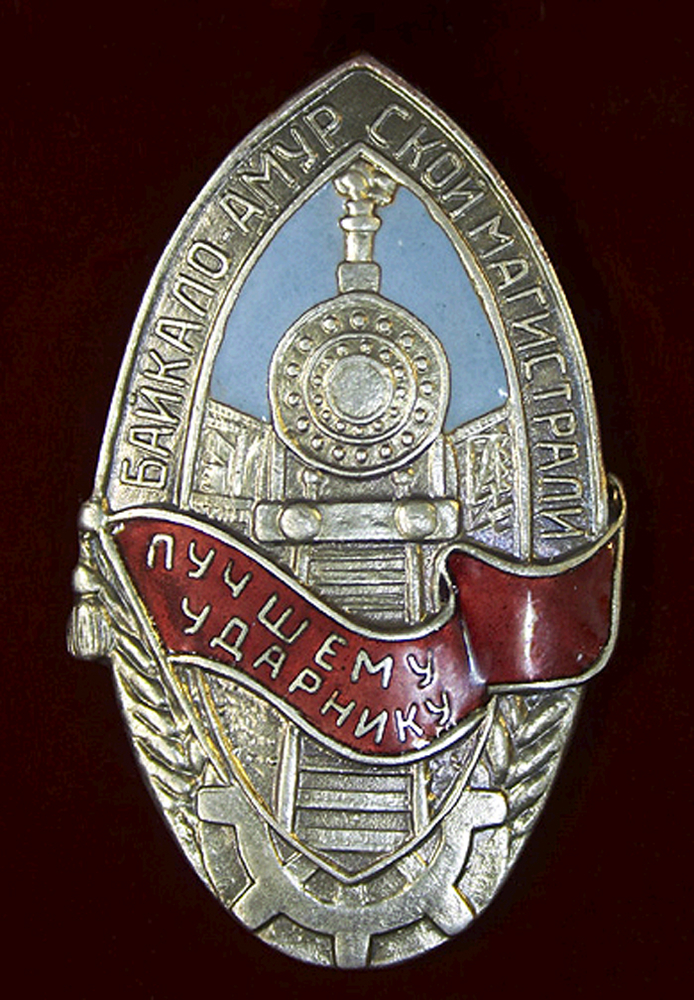
Нагрудный знак «Лучшему ударнику Байкало-Амурской магистрали» 1932 года (выдавался заключённым Бамлага)
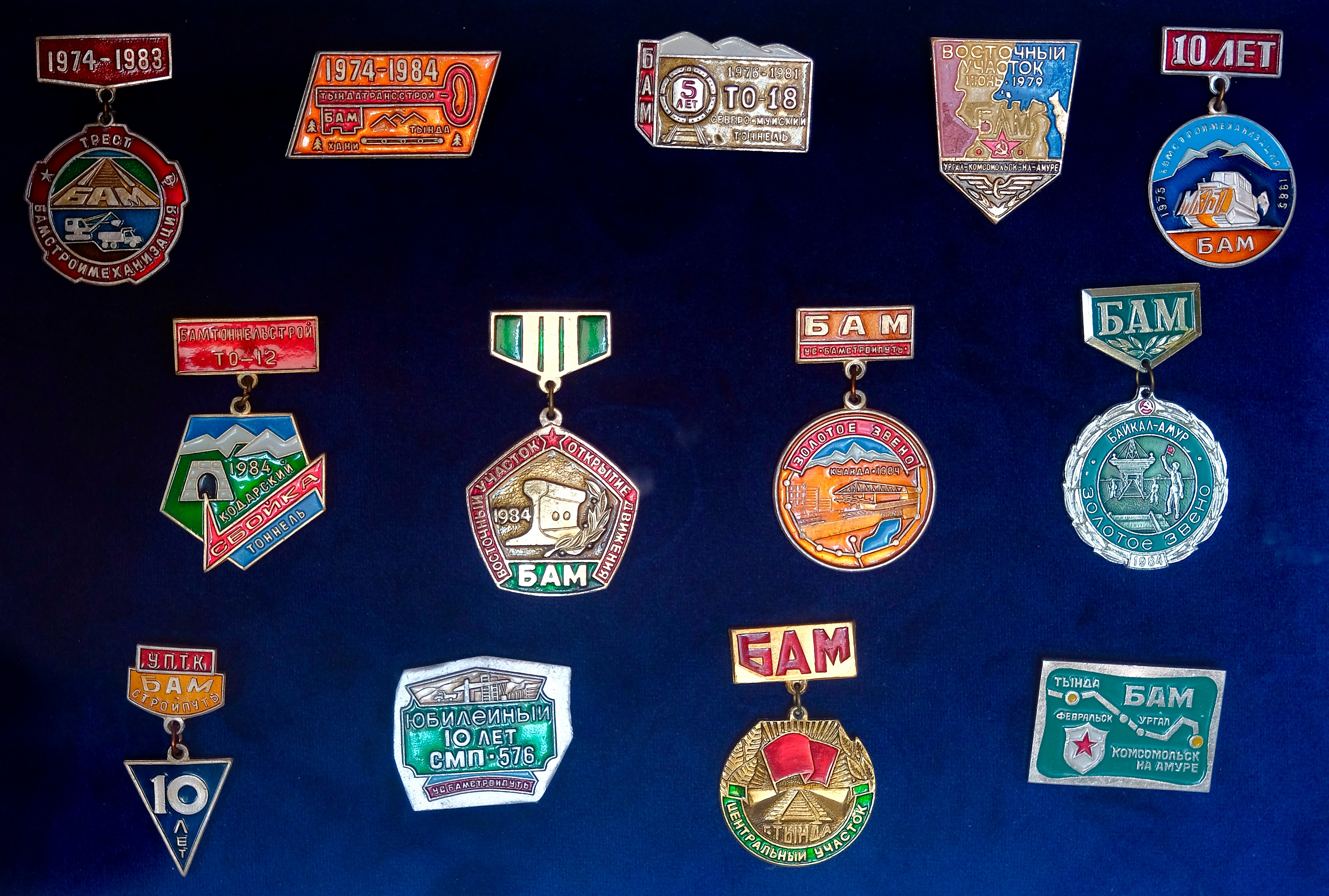
Памятные значки строительных организаций в Музее узкоколейных железных дорог в Екатеринбурге
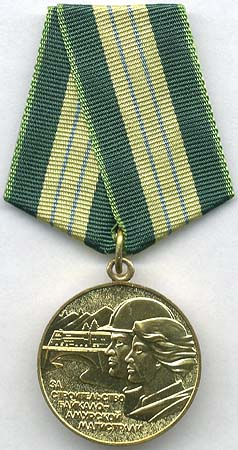
Медаль «За строительство Байкало-Амурской магистрали»
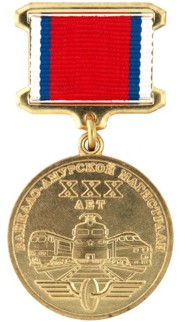
Медаль «XXX лет Байкало-Амурской магистрали»
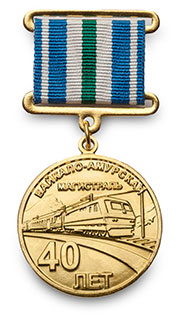
Медаль «40 лет Байкало-Амурской магистрали»
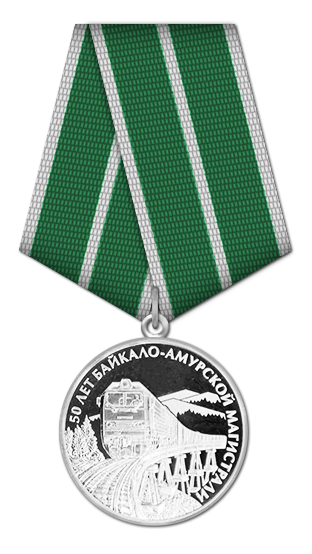
Юбилейная медаль «50 лет Байкало-Амурской магистрали»

## Комментарии
1. ↑  Для получения снимков, по которым строятся топографические планы и карты, отклонение оптической оси от вертикали должно быть не более 3°.